# Suchoj Su-17
Suchoj Su-17/20/22 (V kódu NATO „Fitter“) je sovětský proudový stíhací bombardér s měnitelnou geometrií křídel vyvinutý z předchozího typu Suchoj Su-7. V sovětském a později ruském letectvu se dočkal dlouhé služby a pod označením Su-20 a Su-22 byl ve velkém vyvážen do zemí východního bloku, na blízký východ, dále do zemí jako Angola a Peru. Jde o první sovětský letoun s měnitelnou geometrií křídel.
Výroba probíhala v letech 1967 až 1990. Řada Su-17/20/22 měla dlouhou kariéru a byla provozována mnoha letectvy. Rusko vyřadilo svou flotilu zděděnou po Sovětském svazu v roce 1998. Ačkoli byl Su-17 schopen nést jaderné zbraně, byl používán v rolích od přímé letecké podpory po útoky na pozemní cíle.
Letouny sloužily i v československém a později v českém letectvu. Poslední stroje byly z české armády vyřazeny roku 2002.

## Vývoj

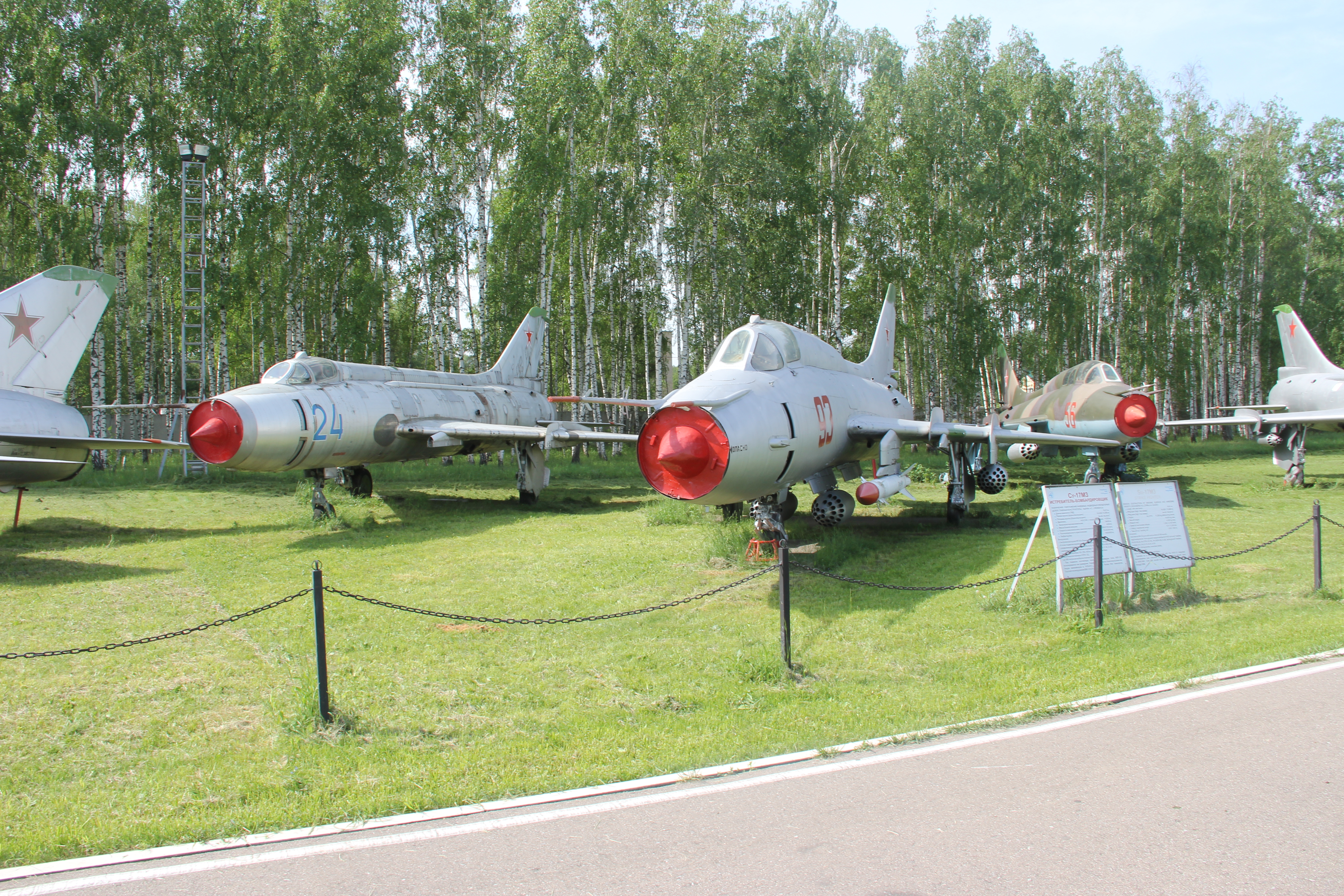
Su-17, Su-17М3, Su-17UM3 v muzeu v Moninu

Na začátku 60. let 20. století se začalo uvažovat o nahrazení nadzvukového frontového stíhacího bombardéru Suchoj Su-7, který se svými parametry začínal stávat méně vyhovující. Jednalo se hlavně o vysokou vzletovou a přistávací rychlost z důvodu křídla s velkým šípem náběžné hrany (63°) a motor AL-7F s vysokou spotřebou paliva. Vysoká spotřeba rapidně zkracovala dolet stroje a to hlavně při vyšším užitečném zatížení. Jinak bylo letadlo překvapivě obratné a nevykazovalo žádné zrádné letové vlastnosti. To vedlo k rozhodnutí vyvinout křídlo s měnitelnou geometrií.
V té době se západní experti zabývali obdobným problémem a naděje se vkládaly do konstrukce křídla s měnitelnou geometrií. První teoretické studie byly výsledkem agilního německého válečného výzkumu a další poznatky přinesli výzkumníci ve Velké Británii a USA v 50. a na začátku 60. let. NASA po aerodynamických testech a rozsáhlých počítačových studiích a simulacích navrhla optimální umístění otočných čepů v rozměrné centrální části křídla asi ve čtvrtině rozpětí. Tím se americký návrh lišil od britských projektů, které uvažovaly otočné body v trupu, nebo v kořeni křídla. Konstrukce NASA minimalizovala značný pohyb působiště vztlaku při přestavování křídla a našla svou realizaci v sériových letadlech F-111, F-14, B-1, Tornado a také u letadel řady MiG-23/27, Su-24, Tu-160 atd.

### Od Su-7 k Su-17

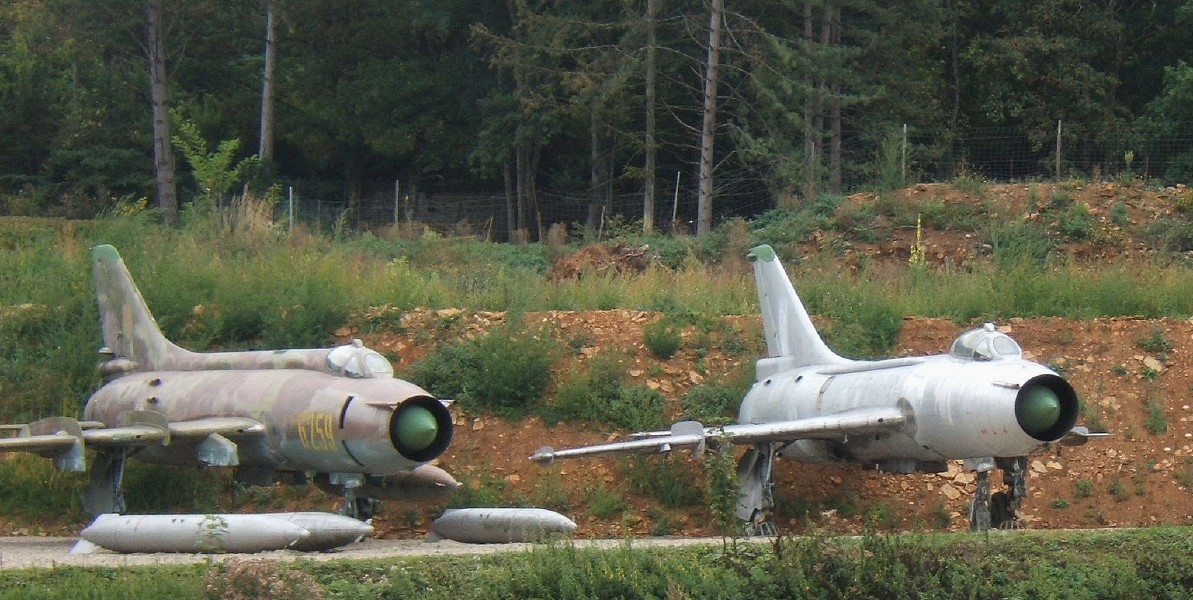
Su-17 (vlevo) vedle Su-7

Stejně tak OKB Suchoj rozhodla přijmout nápad měnitelné geometrie křídla a pod vedením N. G. Zynina vylepšit svůj Su-7. První studie naznačily, že při aplikaci poznatků NASA na trup Su-7 by umístění otočných čepů a dutého úseku pro zasunutí křídla vyšlo přímo do prostoru podvozkových šachet, což by byl již podstatný zásah do centrální části křídla, ale i do konstrukce trupu. Protože však požadavky zněly na co nejmenší změny konstrukce trupu, bylo rozhodnuto posunout čepy do poloviny rozpětí. Problémy s prouděním vzduchu byly vyřešeny aerodynamickým plůtkem na přechodu pevné a pohyblivé části. Rozdíly v ovladatelnosti letadla při změně geometrie byly potlačeny snížením rychlosti přestavování křídel a změnou nastavení stabilizátoru v závislosti na jejich šípovitosti. Křídlo dostalo rozměrné přistávací klapky na pevnou i pohyblivou část a sloty na vnější část. Všechny uvedené změny byly vyzkoušeny na upraveném stroji Su-7BMK. Trup s ocasními plochami, centrální částí křídla a pohonnou jednotkou zůstal beze změny, křídlo bylo zrekonstruované. Takto upravené letadlo neslo označení S-22I, resp. Su-7IG (Fitter B) a první let uskutečnilo 2. srpna 1966. Obavy, že zůstane s výkony a vlastnostmi na úrovni původního Su-7 kvůli zvýšené hmotnosti křídla (cca o 400 kg více) a zmenšené zásobě paliva se nepotvrdily. Naopak, podstatně se zlepšily parametry startu a přistání, zvýšila se obratnost, dolet a nosnost. Přestavování křídel nemělo podstatný vliv na změnu letových vlastností a posun aerodynamického těžiště byl pouze 2%. Pro nové letadlo bylo vybráno označení Su-17, pro export nejprve Su-20 a od poloviny sedmdesátých let Su-22.

## Konstrukce

### Výzbroj

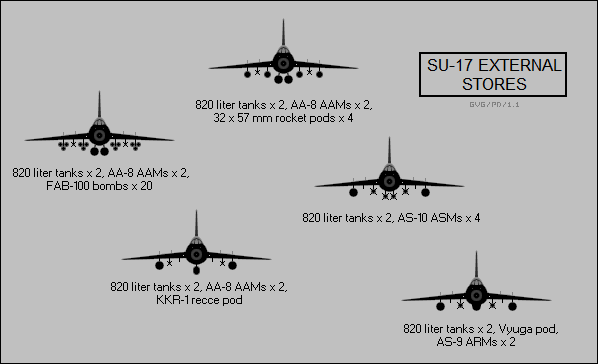
Zobrazení několika variant výzbroje s přídavnými nádržemi

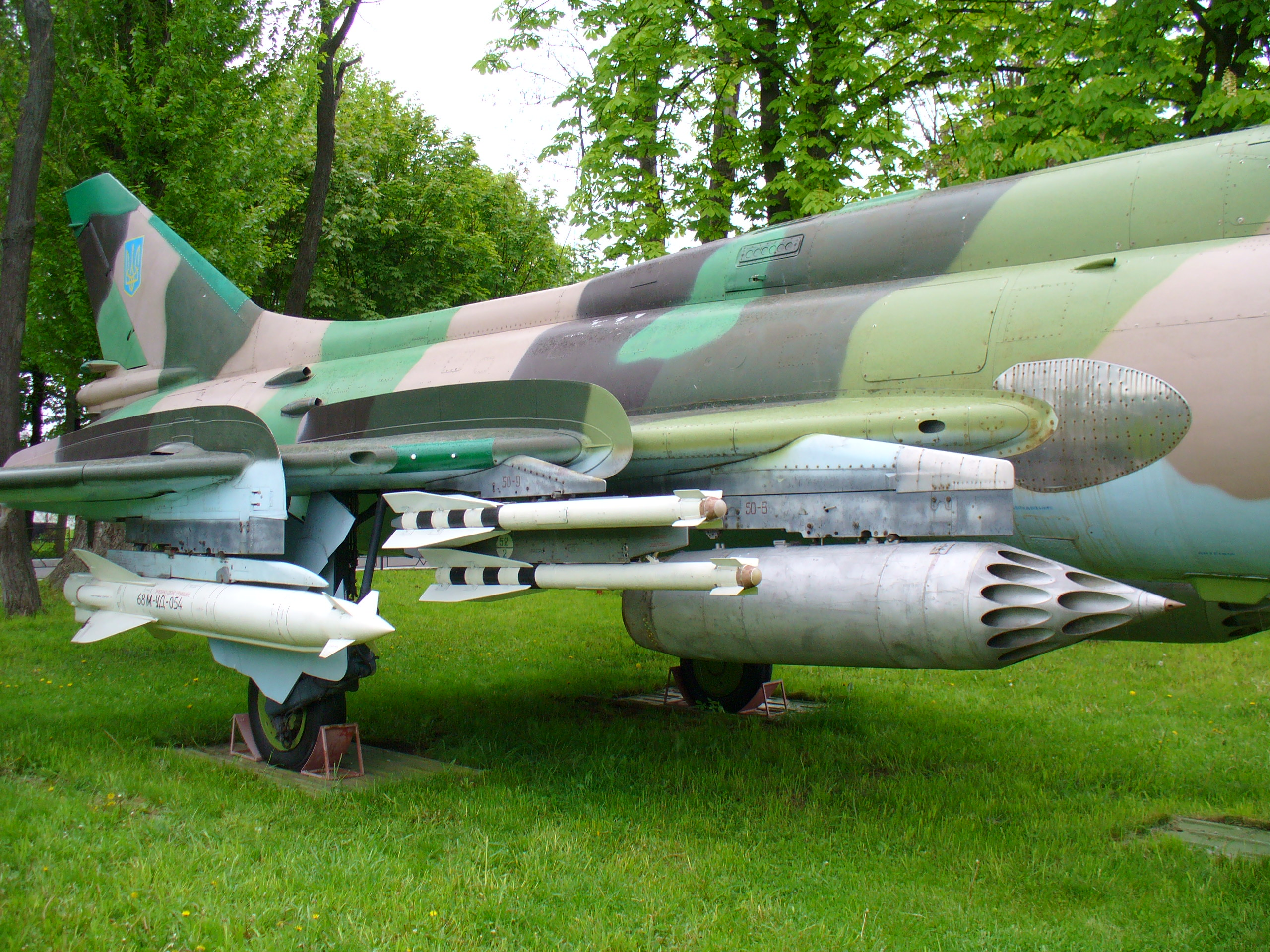
Suchoj Su-17M3 s podvěsnou protiradiolokační střelou Ch-25MP, dvěma protiletadlovými střelami R-60 a raketnicí B-8M1 pro neřízené rakety S-8

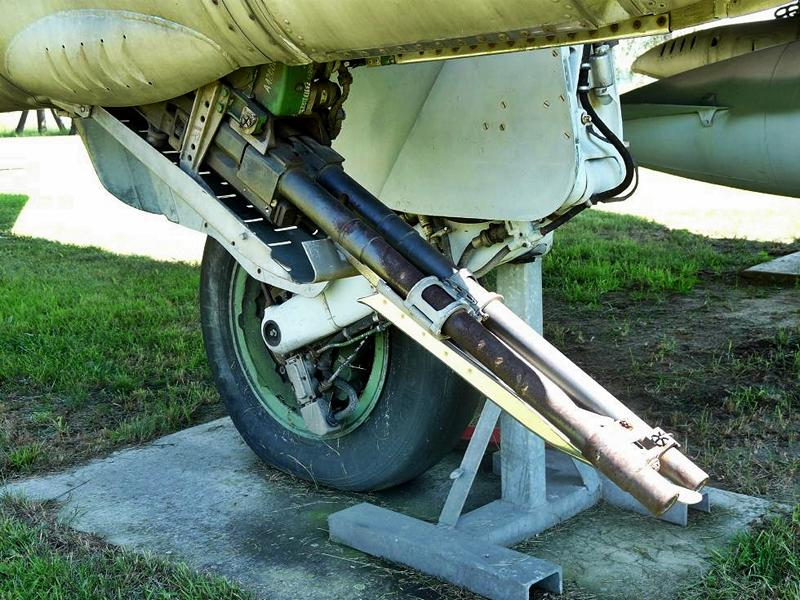
Kanon GŠ-23

Zabudovanou výzbroj tvoří dva kanóny NR-30 ráže 30 mm, každý se zásobou 80 nábojů. Pod křídlové závěsníky lze zavěsit kanónová pouzdra SPPU 22-01 s kanónem GŠ-23 ráže 23 mm s 260 náboji určené pro střelbu vpřed s proměnlivou výchylku kanónu směrem dolů a pod trup pro střelbu dozadu pouze s přesně nastaveným úhlem.
Su-17 může nést širokou paletu neřízených raket ráže 57 mm S-5M, S-5K, S-5KO, S-5KPB, S-5OI a S-5PI, ráže 80 mm S-8A a S-8M nebo rakety ráže 240 mm S-24. Dále nadkalibrovou S-25O, S-25OF a S-25OMT vypouštěné z jednorázového přepravního a vypouštěcího kontejneru PU-O-25. Z pětihlavňového vypouštěcího zařízení B-13 nebo čtyřhlavňového RM-122 čs. výroby se dají vypouštět rakety S-13 ráže 122,4 mm, používané v pozemních kompletech GRAD.
Letadlo může nést různé typy protizemních řízených střel, např. protiradiolokační Ch-25MP (AS-12 Kegler), rádiem naváděné Ch-25MR (AS-10 Karen), laserem naváděné Ch-25ML (AS-10 Karen) na adaptérech APU-68 a střely s televizním naváděním Ch-29T (AS-14 Kedge), nebo laserem naváděné Ch-29L (AS-14 Kedge) na závěsnících APU-58. Také může nést protiradiolokační střelu Ch-58E (AS-11 Kilter).
Letadlo může nést klasické pumy do hmotnosti 500 kg, brzděné pumy PB-250, zápalné kontejnery ZB-500 nebo kontejnery KMGU-2 KMG-U se submunicí. Letecké pumy kalibru 100 kg a 250 kg se dají zavěsit na šestinásobné závěsníky. Pro kontrolu a vyhodnocení výsledků útoku se používá fotokulomet SŠ-45 v kabině se zaměřovačem.
Pro pasivní ochranu slouží aktivní klamné cíle SPPI56 ráže 56 mm (12 výmetnic KDS) a pasivní cíle PPI26 (čtyři bloky ASO-2V na horní straně trupu, každý se dvěma kazetami po 32 kusů PPI26). Aktivní ochranu zajišťují protiletadlové řízené střely R-60 (AA-8 Aphid). Na cvičné účely se používají cvičné registry UZR-60.
Pro plnění průzkumných úkolů může být na speciální centrální pylon svěšení kontejner KKR obsahující tři kamery snímající terén v různých směrech a úhlech a výmetnice světlic pro noční snímkování v přední části a aparaturu elektronického průzkumu RTR v zadní části. Pod levý vnitřní závěsník může být zavěšen kontejner SPS pro radioelektronický boj. Na Su-22 M4 bylo možné nasadit speciální pylon pro použití nukleárních zbraní BD3-56FMN.

### Pohonná jednotka

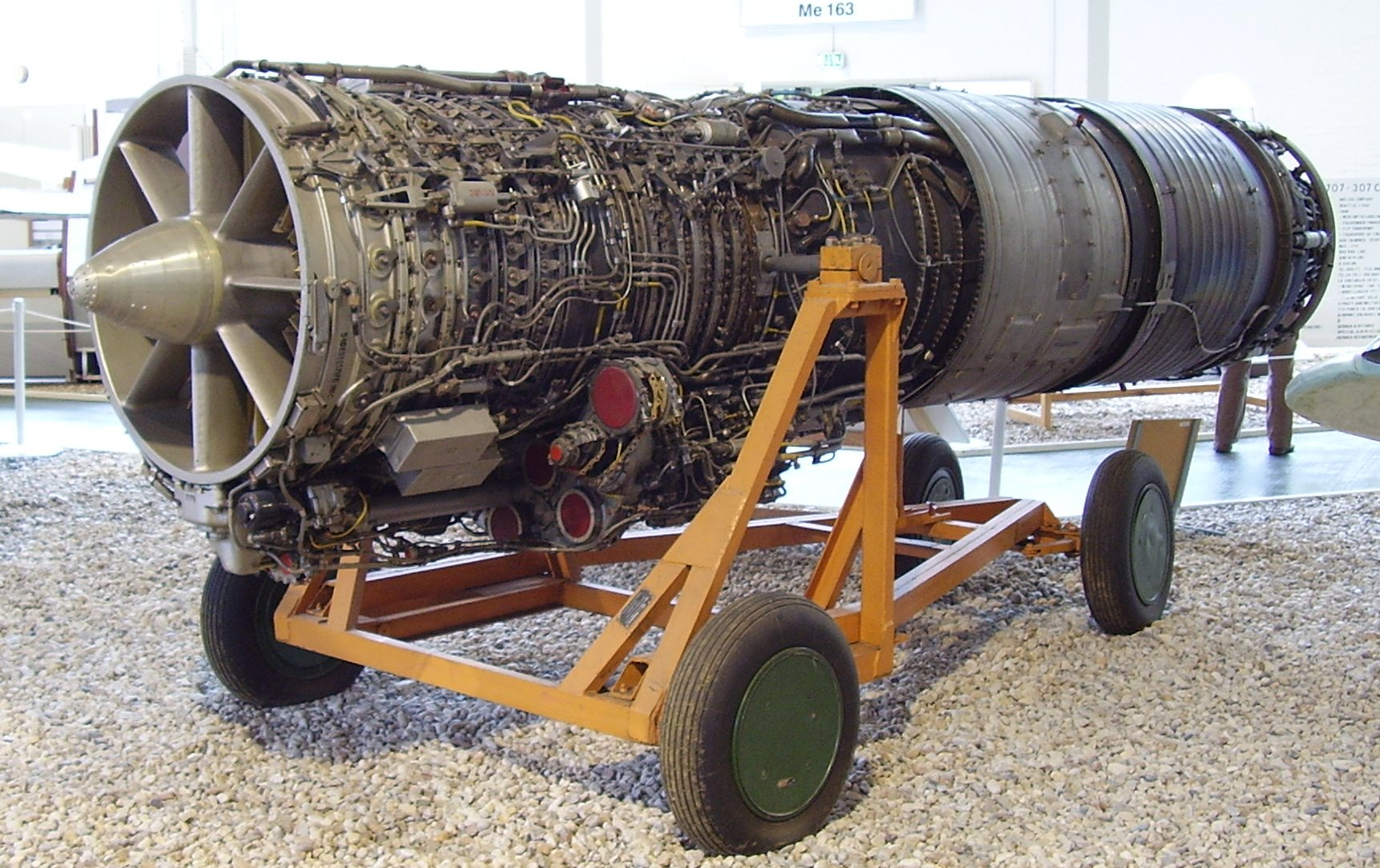
Ljulka AL-21F-3

Tvoří ji proudový jednohřídelový motor AL-21F-3S a agregáty zajišťující jejich funkci. Vlastní motor se skládá z axiálního čtrnáctistupňového kompresoru, prstencové spalovací komory, dvoustupňové turbíny, komory přídavného spalování a výstupní trysky s proměnlivým průřezem. Pomocné systémy jsou olejový systém, systém dodávky a regulace množství paliva do spalovací komory a komory přídavného spalování ADT-55B, hydraulický systém natočení deseti stupňů statorových lopatek kompresoru, ovládání segmentů výstupní trysky RSF-53B a systém automatického spuštění, systém odběru vzduchu pro tlakování palivových nádrží a pro klimatizační soustavu a systém kontroly a signalizace.
Přední část levého bočního pultu je vyhrazena pro ovládání motoru. Hlavním řídícím prvkem je páka ovládání motoru POM. Dorazy a západky ji blokují v polohách STOP, VOLNOBĚH, MAX. TAH, MIN. FORSÁŽ A MAX. FORSÁŽ. dále je na rukojeti tlačítko RADIO ZAP., ovladač brzdných štítů a dvě tlačítka pro navigační a zbraňové systémy. Pohyb POM je přenášen mechanicky na regulátory dodávky paliva a polohy výstupní trysky, čímž se nastavují otáčky a tah.
Motorový prostor se chladí vzduchem, odebíraným za letu ze vstupního kanálu těsně před kompresorem a na zemi také nasávacími ventily v krytech motoru. Dva přídavné vstupy přivádějící chladicí vzduch ke komoře přídavného spalování a dva další ke generátorem. Drenážní soustava odvádí nespálené nebo uniklé palivo do sběrného potrubí.

## Služba

### SSSR a Rusko

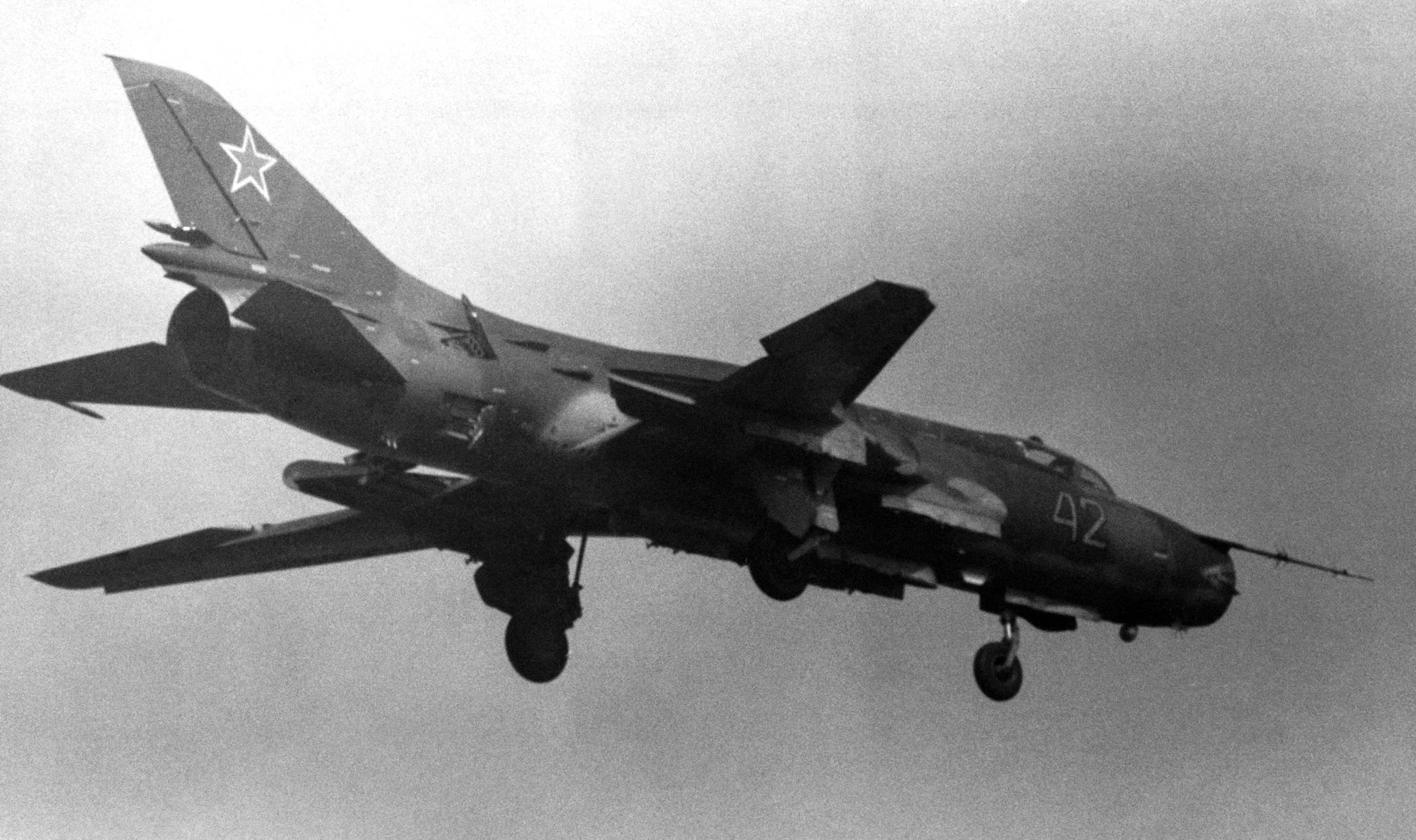
Sovětský Su-17M

Během sovětské intervence v Afghánistánu byl Su-17 používán jak sovětským letectvem, tak afghánskými vládními jednotkami.
Vysoko položená letiště, horké klima a vysoká prašnost způsobily různé provozní problémy. Vzlet a rozjezd letadla byl 1,5krát delší než normálně, přistání často vedla k proražení gum nebo zablokování brzd. Časté byly poruchy avioniky. Motor se naopak ukázal jako odolný jak vůči nasávanému prachu, tak palivu znečištěnému prachem. V roce 1985 překročila úroveň bojové připravenosti flotily Su-17 úroveň bojové připravenosti Su-25 a vrtulníků. Letadlo se ukázalo jako špatně přizpůsobené realitě války v Afghánistánu, a to kvůli vysoké rychlosti při útoku, nízké manévrovatelnosti a nutnosti operovat mimo dosah protiletadlového dělostřelectva.
Protiletadlové raketové systémy v rukou mudžahedínů donutily Su-17 operovat v ještě větších výškách. V průběhu operací byl Su-17 vybaven automatickým odpalovanými tepelnými protiopatřeními . Tato skutečnost, stejně jako vylepšená taktika nasazení, znamenala, že v roce 1985 byl sestřelen pouze jeden sovětský Su-17.
Su-17 operoval ve výšce 3,5-4 km, používal hlavně pumovou výzbroj, zatímco přesné údery prováděly Su-25.
Su-17M3/4 byly dále používány během první čečenské války spolu se Su-24 a Su-25 bitevních a průzkumných misích.
Ve snaze vyřadit ze svého inventáře jednomotorové úderné letouny stáhlo ze služby ruské letectvo v roce 1998 svůj poslední Su-17M4 spolu s flotilou MiGů-23 a 27.

### Československo

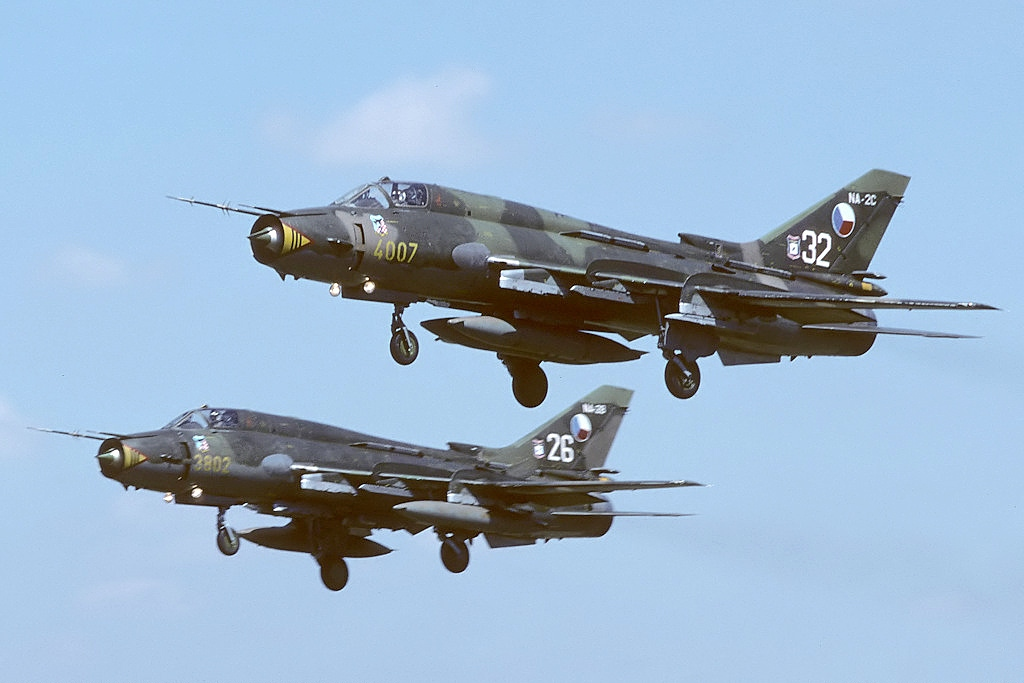
České Su-22M4

Do Československa se první Su-22M-4 a Su-22UM-3 dostaly v březnu 1984. Stroje obdržel 47. průzkumný letecký pluk, tehdy se sídlem v Pardubicích. Letadla zformovala jednu letku, výzbroj dalších dvou tvořila letadla MiG-21R, L-29R a roj Il-14. V dalších letech přicházely postupně objednané stroje pro stíhací bombardovací pluky. Všechny Su-22 přišly v rozebraném stavu, montovaly se na letišti v Hradci Králové a Náměšti nad Oslavou a zalétávala je skupina sovětských pilotů, která také školila prvních čs. instruktory. V letech 1987 až 1989 se na tato letadla kompletně přezbrojil 20. stíhací bombardovací letecký pluk v Náměšti nad Oslavou, známý pod názvem Biskajský. Přibližně v téže době se dostalo několik strojů i k 6. stíhacímu bombardovacímu leteckému pluku v Přerově.
Jednomístné Su-22 byly dodány ve dvou provedeních. První série ještě nebyly vybaveny TV navazující soustavou (na přístrojové desce chyběla obrazovka systému) pozdější série již TV naváděcí systém obsahovaly. V čs. letectvu působilo celkem 57 letadel Su-22 včetně dvoumístných verzí.

### Polsko

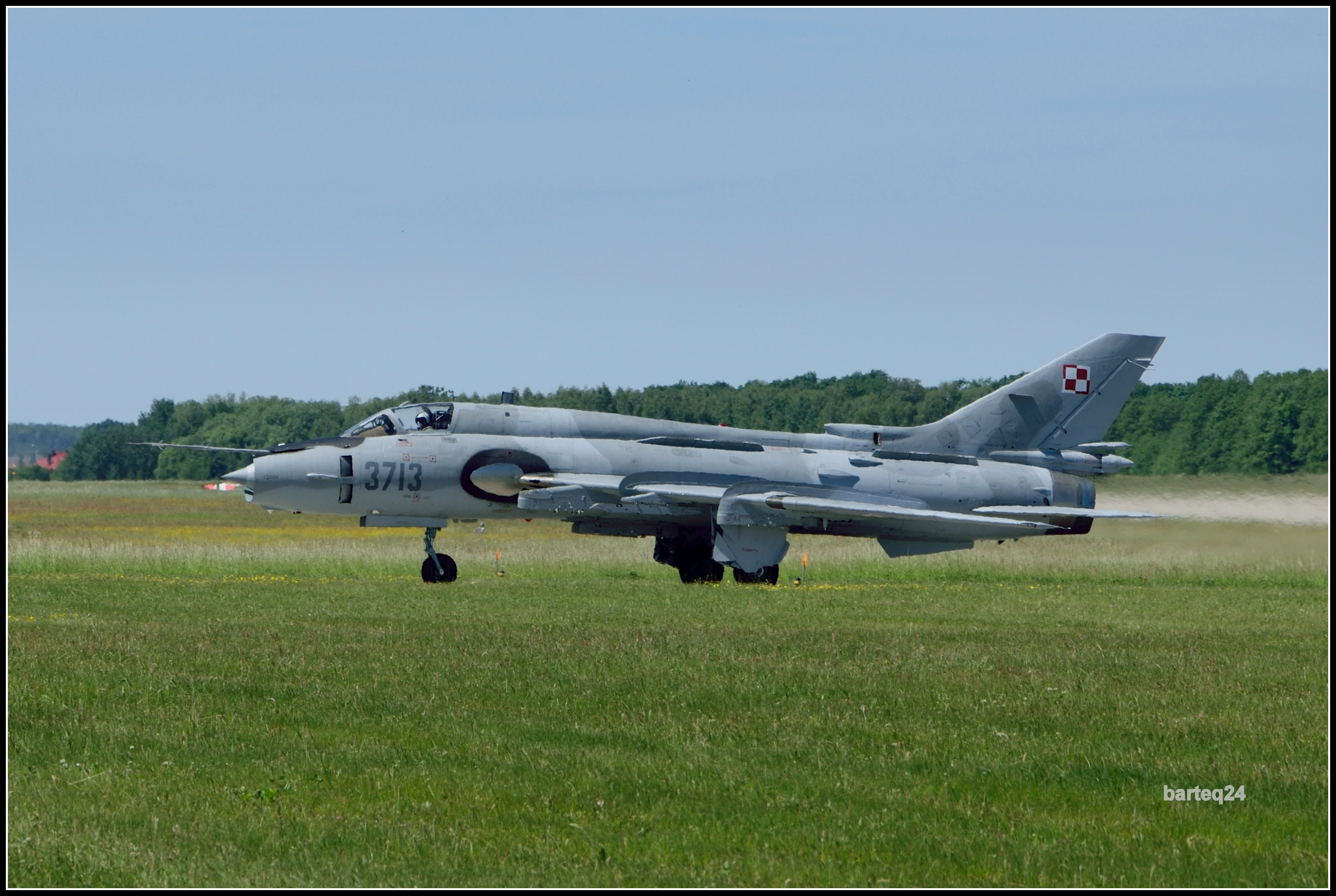
Polský Suchoj Su-22M4

19. srpna 2003 byl při cvičení polské raketové baterie 2K12 Kub náhodně sestřelen polským letectvem Su-22M4K přátelskou palbou. Letoun letěl 21 km od pobřeží nad Baltským mořem u Ustky. Pilot se katapultoval a byl zachráněn po dvou hodinách ve vodě. V roce 2012 Polsko vyšetřovalo nahrazení svých Su-22 třemi letkami bezpilotních letounů.
V roce 2014 polské letectvo plánovalo zachovat Su-22 ve službě. Doufalo se, že toto rozhodnutí bude mít pozitivní dopad na polský průmysl, protože opravárenské zařízení WZL č. 2 v Bydhošti bude udržovat zbývající letadla na základě smlouvy s letectvem. Rozhodnutí by také umožnilo letectvu udržet si dobře vycvičené pozemní posádky a piloty obsluhující letadla. Poláci považují Su-22 za jednodušší na údržbu a opravy než ostatní hlavní typy bojových letounů, které jsou v současnosti v polské výzbroji (zejména MiG-29 a F-16). Trpí menším počtem poruch a jiných problémů (vysoký index bezchybnosti, 70–75 %). Je to jediné letadlo v polském inventáři vybavené pro elektronický průzkum, válčení a podporu pozemních systémů. Polské letectvo si ponechalo velké zásoby zbraní vzduch-země pro použití na Su-22. Podle některých odhadů by náklady na zničení těchto zdrojů byly vyšší než předpokládané náklady na pokračování operací Su-22.
Bylo rozhodnuto, že od roku 2015 pouze 12 Su-22M4 a 4-6 Su-22UM3K ze zbývajících 32 podstoupí repas, čímž se prodlouží jejich životnost o deset let. Z ekonomických důvodů nejsou letouny modernizovány, kromě osazení přídavným rádiem RS-6113-2 C2M s čepelovou anténou nahoře, ale dostaly šedou vícestínovou kamufláž, podobně jako ostatní polská letadla. Několik polských Su-20 a Su-22 bylo darováno různým muzeím, včetně Polského armádního muzea ve Varšavě, Muzea výzbroje v Poznani, Muzea polských zbraní v Kołobrzegu a polského leteckého muzea v Krakově. Jiné byly umístěny na pomníky nebo darovány školám jako technické pomůcky.
Po dodání 48 letounů KAI T-50 Golden Eagle z Jižní Koreje v roce 2022 měla být flotila Su-22 postupně vyřazena.

### Libye

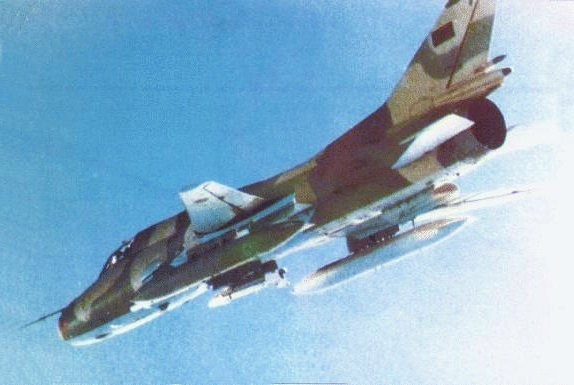
Libyjský Su-22M

Dva libyjské Su-22 byly 19. srpna 1981 sestřeleny v zálivu Velká Syrta letouny Grumman F-14 Tomcat amerického námořnictva. Jeden ze Su-22 odpálil raketu K-13 čelně na jeden z F-14 z odhadované uzavírací vzdálenosti 300 metrů (984 stop), ale střele se podařilo vyhnout. Oba Suchoje pak byly sestřeleny střelami AIM-9 Sidewinder.
8. října 1987, v důsledku čadsko-libyjského konfliktu, byl Su-22 sestřelen systémem FIM-92A vypuštěným čadskými silami. Pilot, kapitán Dija al-Din, se katapultoval a byl zajat. Později mu francouzská vláda poskytla politický azyl. Během záchranné operace byl sestřelen systémem FIM-92A i libyjský MiG-23MS.
Libyjský Su-22 havaroval 23. února 2011 poblíž Benghází. Členové posádky, kapitán Attia Abdel Salem al Abdali a jeho druhý pilot, Ali Omar Kaddáfí, dostali rozkaz bombardovat město v reakci na libyjskou občanskou válku. Odmítli, vyskočili z letadla a seskočili padákem na zem. Su-22 byly silně využívány libyjskými loajálními silami proti povstaleckým silám od poloviny února do poloviny března 2011, kdy začala mezinárodní mise a byla zavedena bezletová zóna. Kromě jiných misí zaútočily Su-22 také na pozice proti Kaddáfímu v Bin Džavádu na začátku března 2011, když vládní síly znovu dobyly město.
Jeden Su-22 libyjského letectva byl zničen na zemi F-16AM belgického letectva 27. března.

### Irák

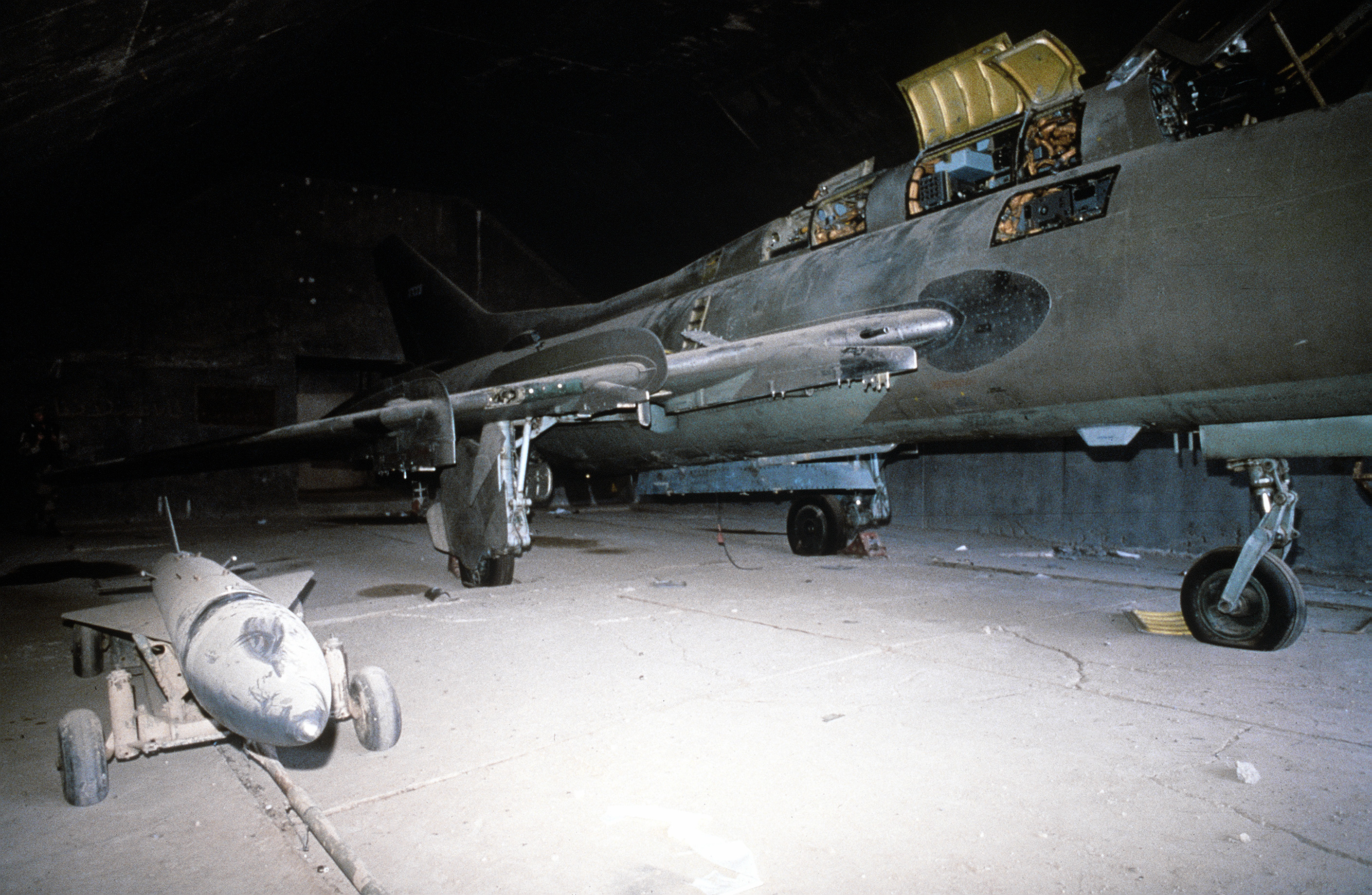
Irácký Su-22M v hangáru poškozený koaličními nálety během operace Pouštní bouře.

Od 22. září 1980 do 20. srpna 1988, během íránsko-irácké války, používal Irák exportní verze Su-17 (Su-20 a Su-22) vedle starších Su-7. Byly většinou používány při pozemních útocích a k přímé letecké podpoře. Íránské letoun Grumman F-14 Tomcat sestřelily 21 Su-20/-22, což bylo potvrzeno západními zdroji. Osmnáct Su-20/-22 sestřelily také íránské stroje McDonnell F-4 Phantom II a tři íránskými Northrop F-5. 20. října 1980 irácký Su-20 sestřelil íránský F-4E svými 30mm kanony.
Oficiální irácké záznamy nevykazují žádné ztráty letounů Su-20 během války proti Kurdům a Íránu. Dvacet Su-22M2, dva Su-22M3 a sedm Su-22M4 bylo ztraceno během války s Íránem, většina kvůli protiletadlové palbě během nízkoúrovňových náletů na íránské frontové linie.
Během války v Zálivu v roce 1991 zaznamenaly irácké Su-22 omezenou aktivní službu, protože irácký režim iráckému letectvu (IQAF) nedůvěřoval. 7. únoru 1991 byly dva Su-20/22 a jeden Su-7 sestřeleny letouny McDonnell Douglas F-15 Eagle amerického letectva pomocí střel vzduch-vzduch AIM-7 Sparrow, když irácké letectvo přesouvalo letadla do Íránu.
20. a 22. března 1991 byly sestřeleny další dva Su-22 americkými letouny F-15 ve snaze ochránit kurdské civilisty před zahájením operace Provide Comfort za účelem poskytnutí humanitární pomoci a vytvoření bezletové zóny severně od 36. rovnoběžky.

### Sýrie

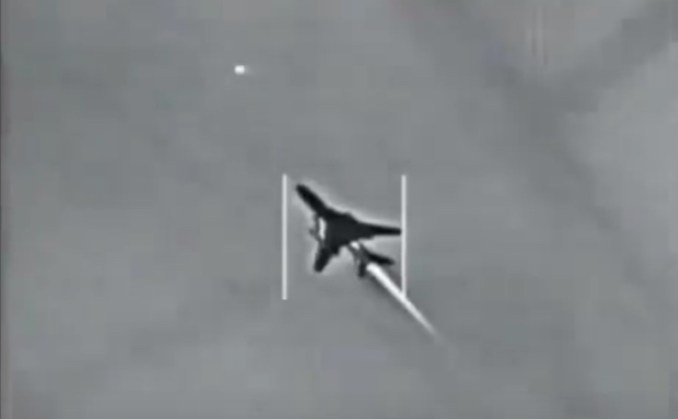
Syrský Su-22 zachycený letounem F/A-18 Super Hornet amerického námořnictva před sestřelením

Syrské letectvo (SyAAF) nasadilo Su-20/-22 k útoku na izraelské síly během Jomkipurské války a války v Libanonu v roce 1982. Několik Su-20/-22 bylo izraelským letectvem sestřeleno. Od poloviny roku 2012 za syrské občanské války byly Su-22 syrského letectva zapojeny do bojových operací proti syrským povstalcům. Videa ukázala, že Su-22 používají neřízenou munici jako jiná letadla syrského letectva s pevnými křídly; většinou pumy pro všeobecné použití, kazetové pumy a zápalné pumy a neřízené rakety. Útočnou taktikou byly ploché bombardovací lety v nízkých až středních výškách s výběhem po vystřelení rakety nebo bombardování s vypuštěním protiopatření ve formě světlic pro sebeobranu. Ke konci roku 2015 utrpěly syrské Su-22 méně ztrát ve srovnání se syrskými MiG-21 a MiG-23. První potvrzená ztráta syrského Su-22 byla zaznamenána 14. února 2013, kdy jej povstalecké síly sestřelily pomocí systému MANPADS. 18. června 2017 zaútočil americký F/A-18E Super Hornet a sestřelil syrský Su-22 za svržení munice na síly podporované USA. Podle wingmana Super Hornetu, který provedl sestřel, se syrský pilot dokázal katapultovat a byl později vrácen syrské vládě. 24. července 2018 byl syrský Su-22, který vstoupil do izraelského vzdušného prostoru, sestřelen dvěma izraelskými raketami Patriot. Další syrské letouny Su-22 byly sestřeleny během probíhající občanské války.

### Peru

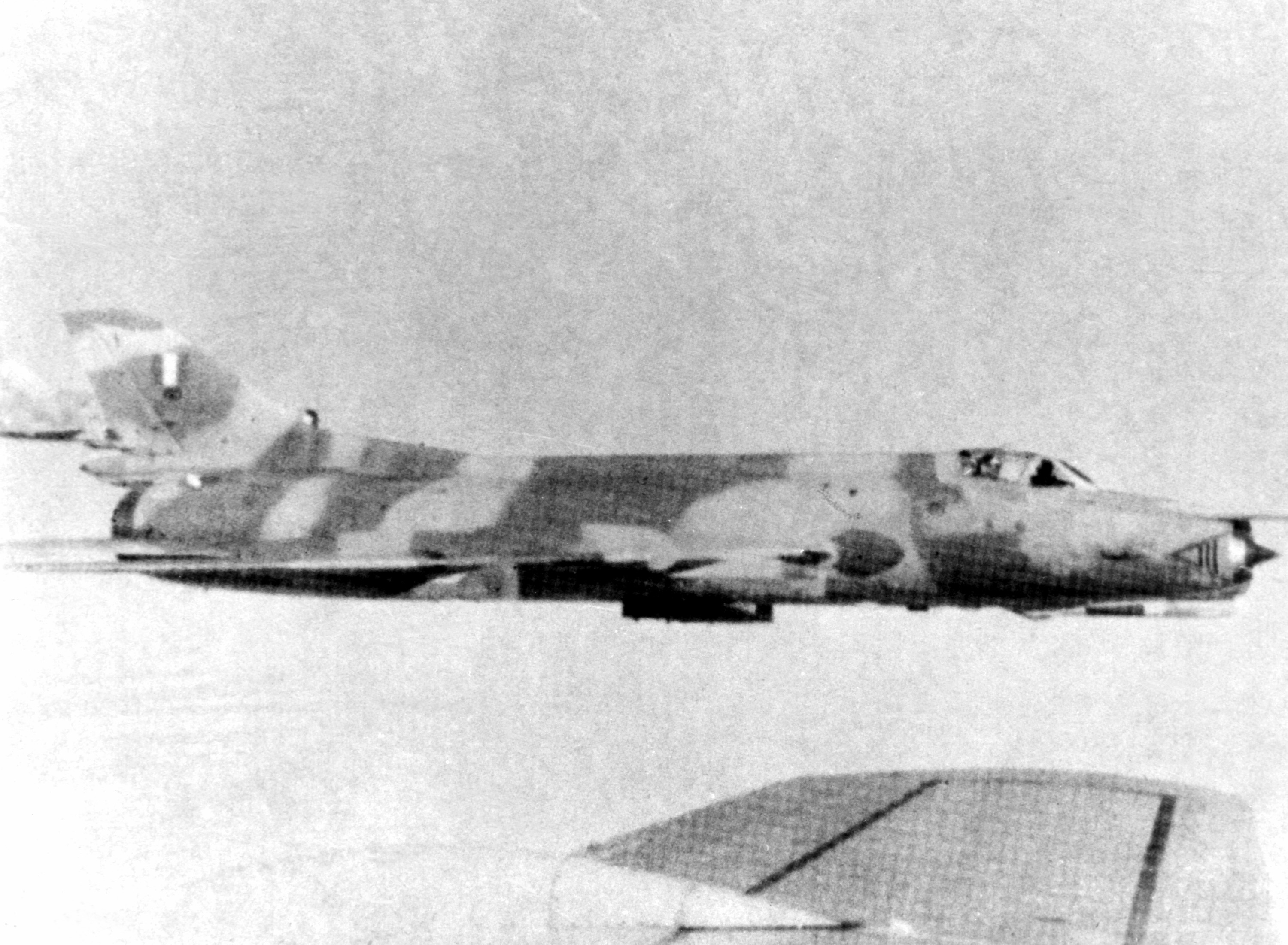
Peruánské Suchoje Su-22

Peru bylo jediným exportním zákazníkem tohoto typu na americkém kontinentě. V roce 1980 peruánský Su-22  nad Arequipou zachytil údajné UFO.
24. dubna 1992 zaútočily peruánské Su-22 na Lockheed C-130H Hercules z 310. letecké squadrony letectva Spojených států, který byl zachycen nad mořem západně od Limy a zranil šest ze 14 členů posádky. Člen posádky Joseph C. Beard Jr. byl zabit, když byl vymrštěn z kabiny ve výšce 18 500 stop a člen posádky Ronald Hetzel utrpěl těžká zranění s rozstřeleným hrudníkem a přeříznutou krční žílou. Incident způsobil téměř na rok přerušení amerického protidrogového programu Air Bridge Denial Program a zřízení Joint Air Operation Center na Howardově letecké základně v Panamě.
Během cenepské války mezi Peru a Ekvádorem v roce 1995 byly ztraceny dva peruánské Suchoje Su-22, když 10. února byly dvě ekvádorské Mirage F1JA, pilotované majorem R. Banderasem a kapitánem C. Uzcáteguim, nasměrovány přes pět cílů blížící se ke spornému cenepskému údolí. Po navázání vizuálního kontaktu Mirage odpálily své rakety a prohlásily, že sestřelily dva peruánské Su-22A, zatímco Kfir si vyžádal další Cessnu A-37 Dragonfly. Peru však popřelo, že by byly dva Su-22A sestřeleny Miragemi s tím, že jeden byl zasažen ekvádorským protiletadlovým dělostřelectvem během nízko letící pozemní mise a druhý havaroval kvůli požáru motoru.
Su-22 provedly 45 bojových letů do bojové zóny. Mocná síla 20 letounů Su-22 byla také připravena zasáhnout v El Pato jako odvetná síla, pokud by se Ekvádor rozhodl zaútočit na pobřežní přístav.

## Varianty

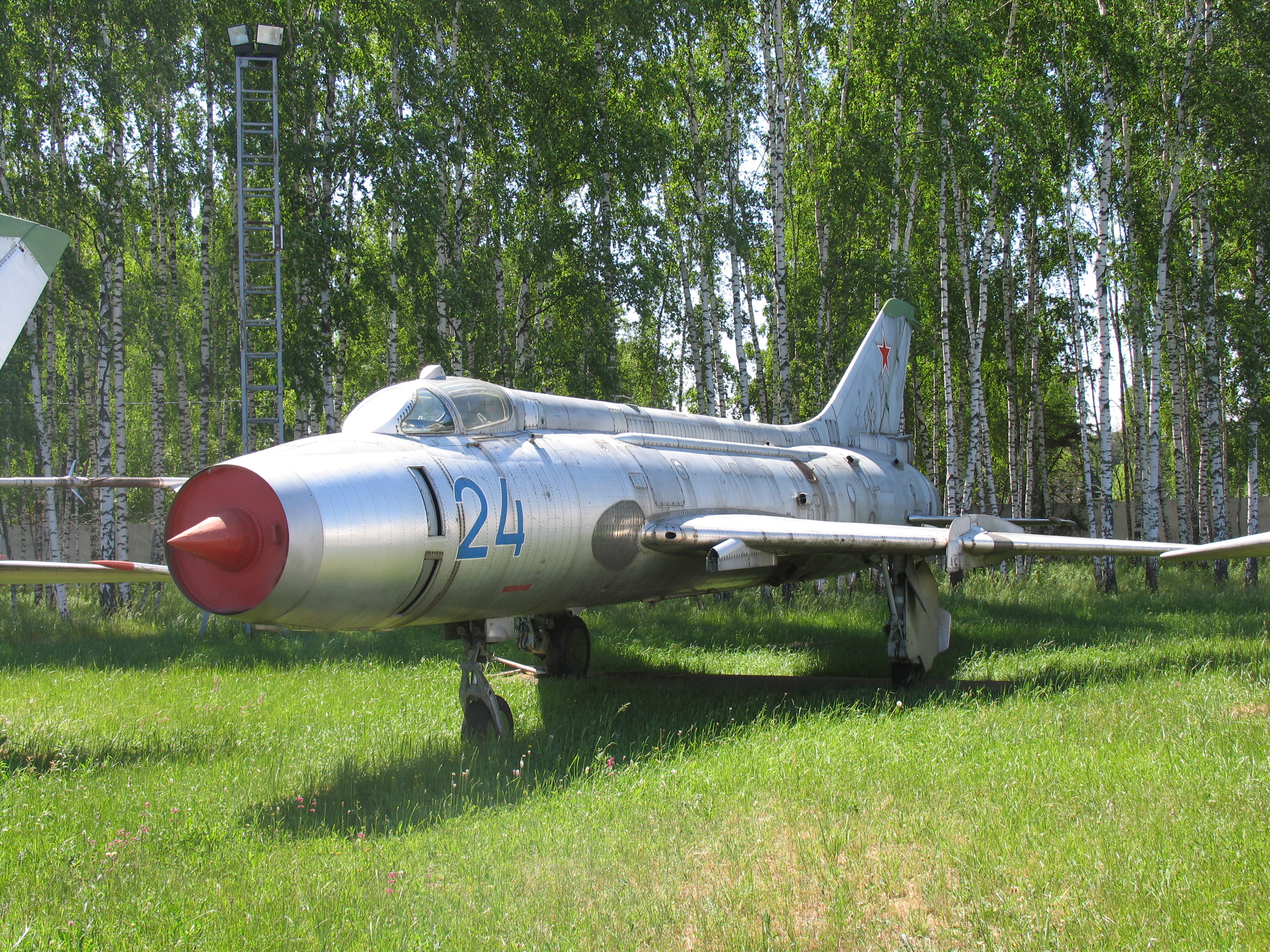
Opět Su-17 v muzeu v Moninu

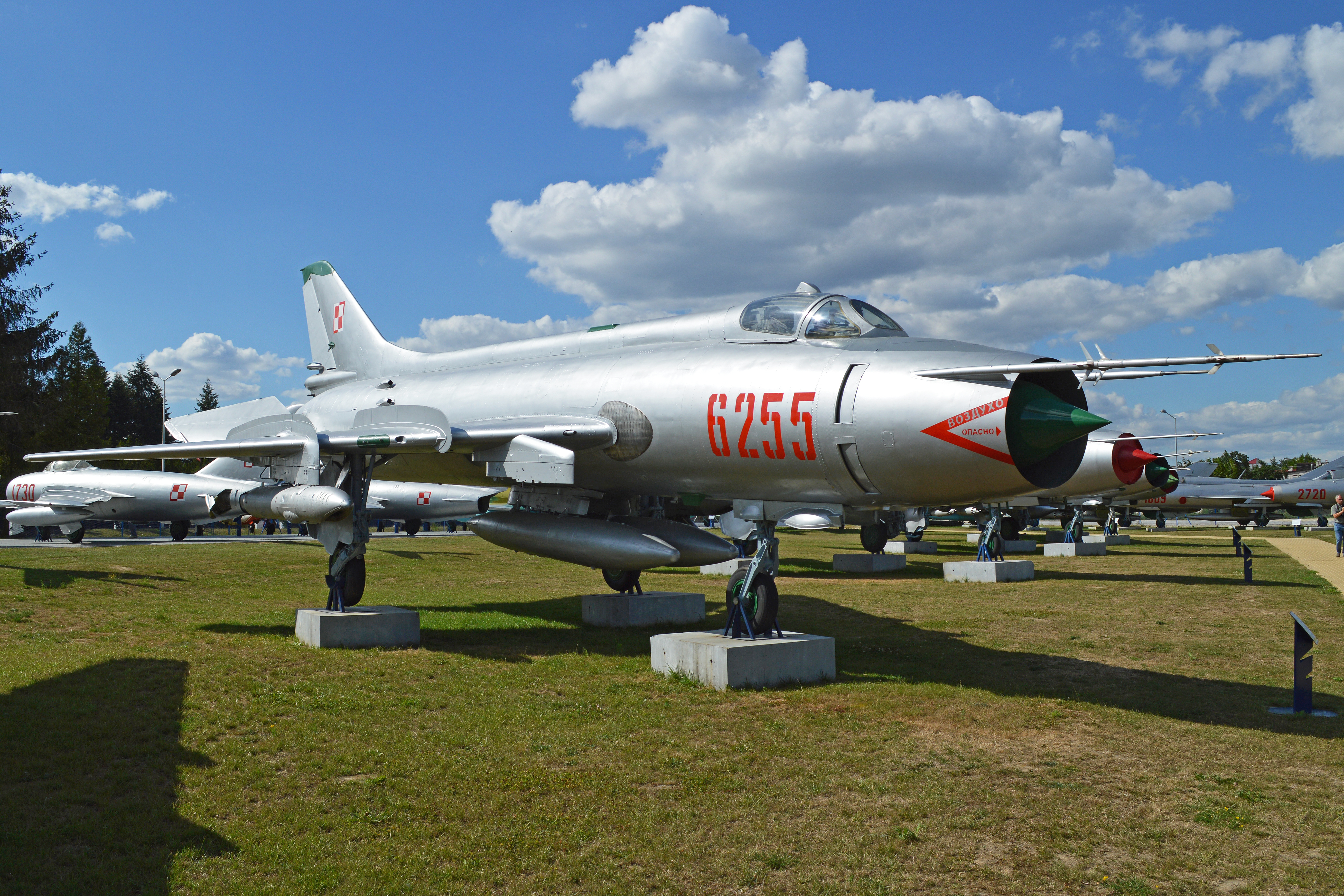
Suchoj Su-20R 'Fitter-C'

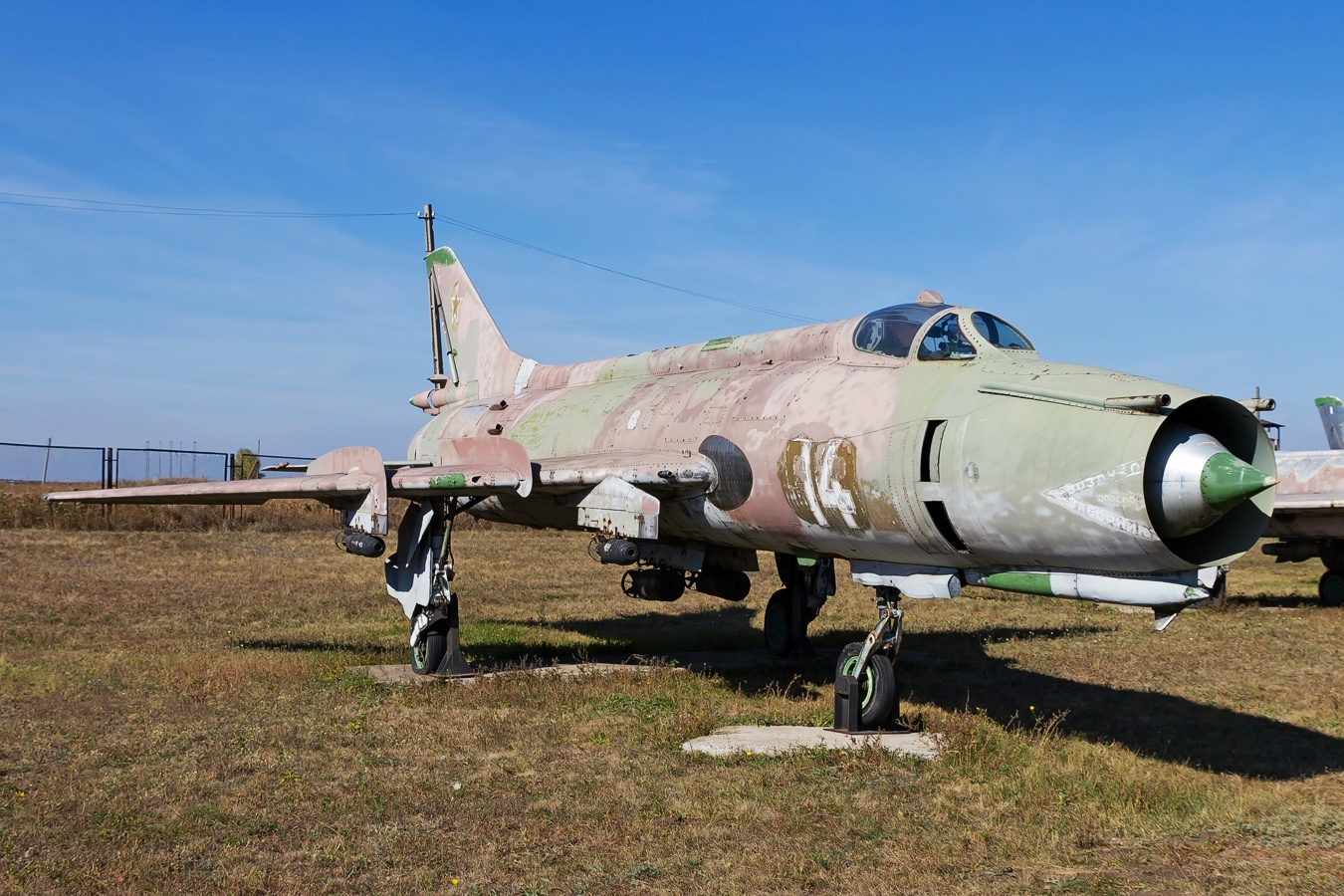
Suchoj Su-17М2

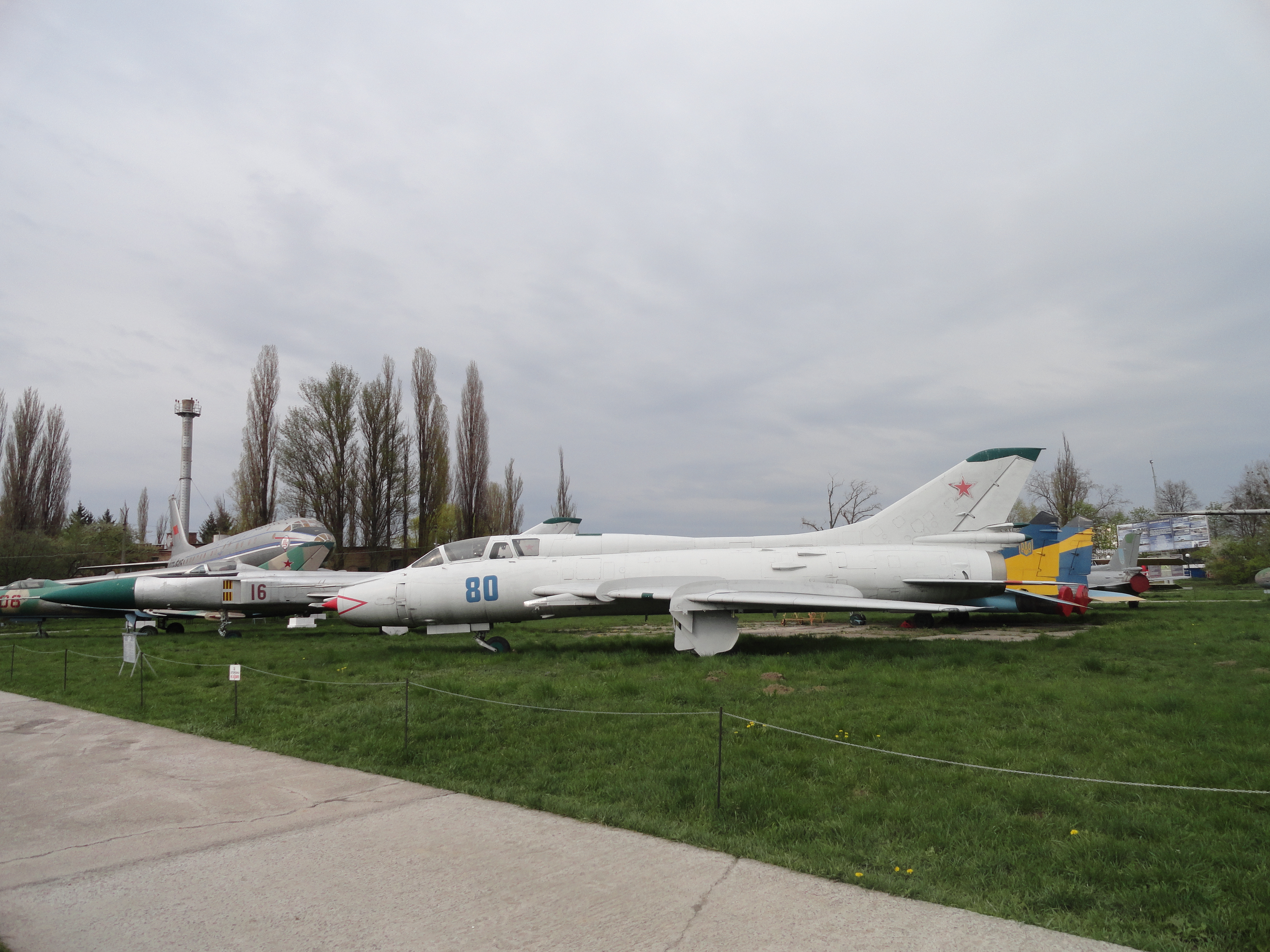
Suchoj Su-17UМ

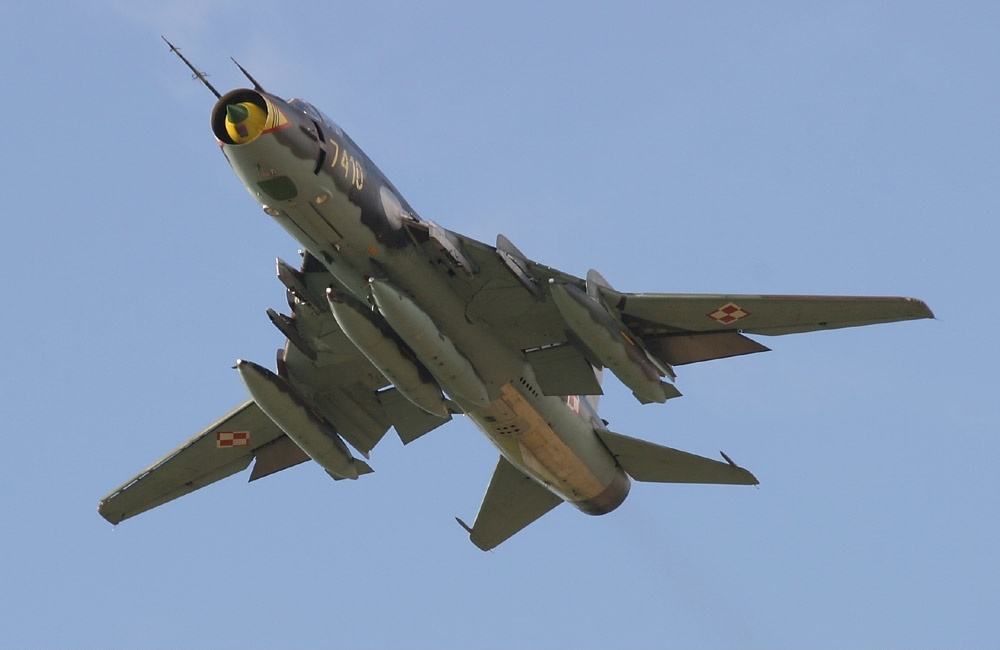
Polský Su-22M4 během letu se zavěšenými přídavnými nádržemi.

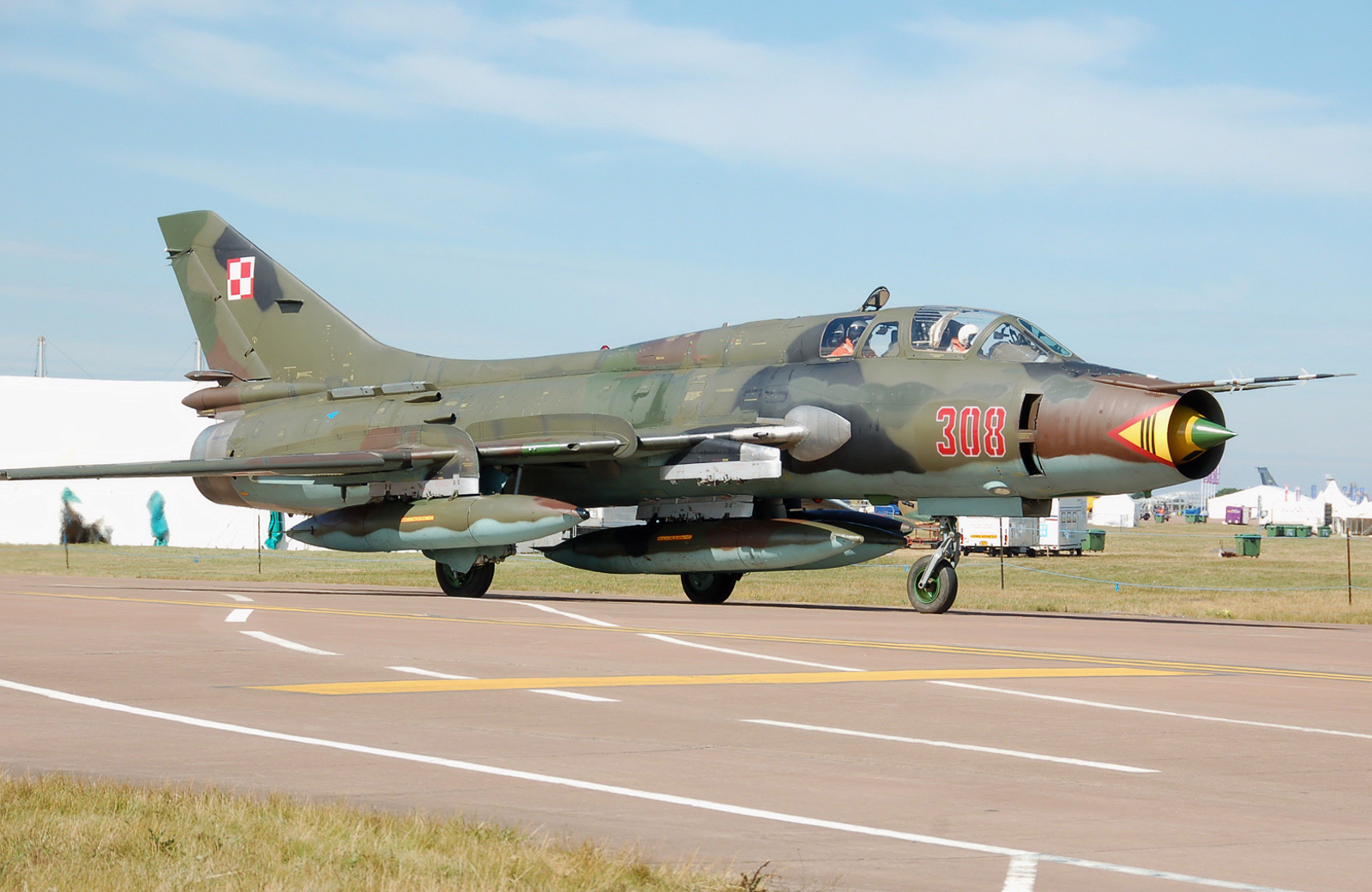
Polský Suchoj Su-22UM3K

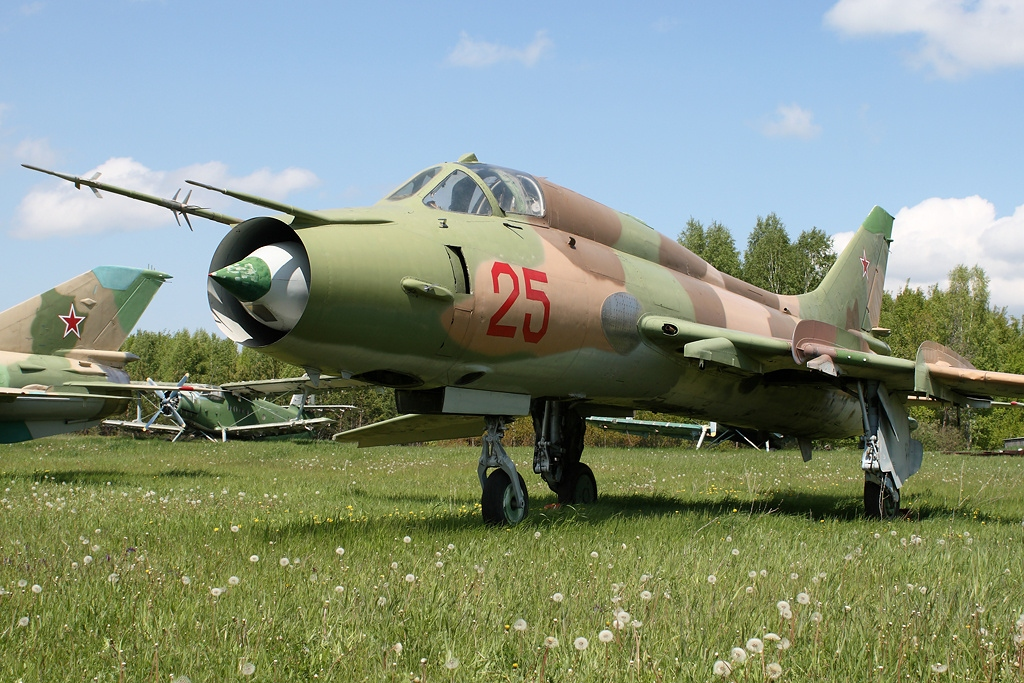
Suchoj Su-17М3

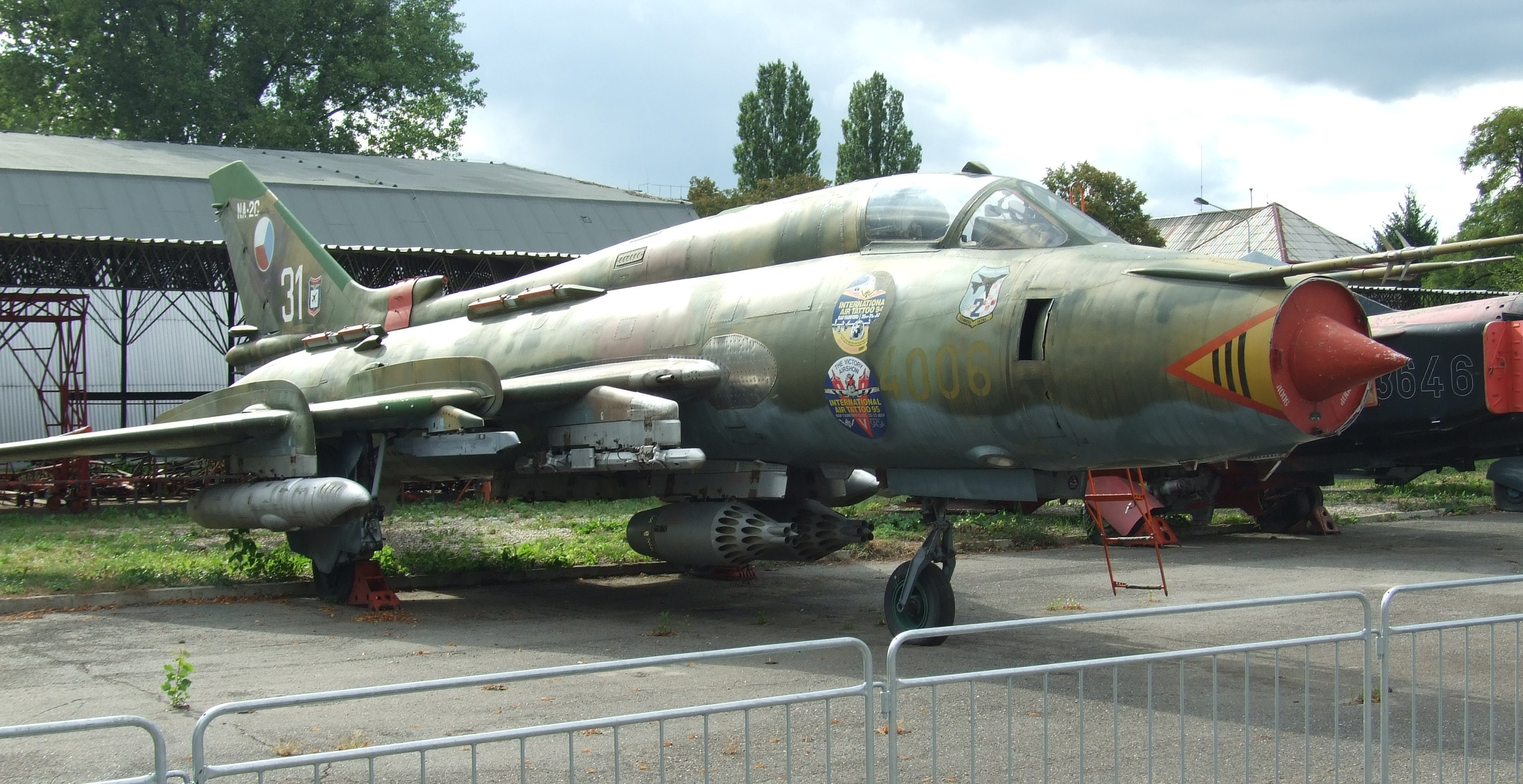
Český Su-22M4 ve Kbelích

- Su-7IG (S-22)

Prototyp
- Su-17 (Fitter B)

Předsériová verze
- Su-17 (Fitter C)

Šlo o první sériové letouny vyráběné na základě prototypu S-32. Ten se od Su-7IG lišil v některých částech trupu, křídlo zůstalo prakticky shodné. Přestavování křídla řídil přímo pilot a bylo možno ve třech polohách (dvě krajní 30° a 63° a mezipoloha 45°). V polovině centrální části křídla byl ještě jeden menší aerodynamický plůtek. Za základ posloužil trup dvoumístné verze Su-7UMK s mírně zvětšeným průřezem. Kabina dostala nový, dozadu nahoru odklopný kryt. Z trupu zmizely dva boční kabelové kryty a odvětrávací otvory charakteristické pro všechny verze Su-7. Ve výzbroji zůstaly dva kanóny NR-30 ráže 30 mm v kořenech křídel. Pod centrální křídlovou částí byly čtyři závěsníky a další čtyři byly umístěny po párech pod střední částí trupu. Stroj nesl široké spektrum protizemní výzbroje a pro svou ochranu i protiletadlové rakety R-3S.
- Su-17M (Fitter C)

Jednalo se o původní Su-17 s úpravami podle poznatků z provozu. Nejdůležitější byl motor AL-21F, který měl o pětinu vyšší tah a menší měrnou spotřebu než původní AL-7F. Výkony letadla vzrostly, např. nosnost se zvýšila dvakrát, délka startu a přistání se zkrátila o cca 40%. Ruční ovládání přestavení křídel se změnilo na poloautomatické, kdy pilot volil hodnotu úhlu. Pozdější verze dostaly snímač úhlu náběhu v levé přední části trupu. Varianta určená na export byla v tovární dokumentaci uváděna jako S-32MK, za hranicemi SSSR se používalo označení Su-20. Tyto stroje měly oproti letounům užívaným v jednotkách vojenského letectva Sovětského svazu redukovanou podvěsnou výzbroj o některé typy zbraní. Hlavními provozovateli se stali Afghánistán, Alžír, Sýrie, Egypt, Turkmenistán a Vietnam. V roce 1974 obdrželo první Su-20 polské letectvo a zařadilo je k 7. bombardovacímu a průzkumnému leteckému pluku, dislokovaném na letišti Powidz. V polovině 80. let, kdy většinu bombardovacích úkolů přebíraly nové Su-22M4, se letouny stále více používaly k průzkumu. Při těchto misích měly stroje pod trupem podvěšen kontejner komplexního průzkumu KKR-1. V Polsku byly takto vybavené exempláře označovány Su-20R. Posledních 10 kusů bylo 28. února 1997 ve dvou pětičlenných skupinách přelétnuto do Bydgoszcze a oficiálně z výzbroje polského letectva vyřazeno. V roce 1985 získalo z Egypta dva stroje Su-20 letectvo NSR. Byly přiděleny ke zkušební jednotce Erprobungsstelle 61, sídlící na letecké základně Manching. Celý zkušební program byl ukončen v létě 1986 po odlétání 25 hodin stroje s označením 98+61, druhý posloužil jako zdroj náhradních dílů během testů.
- Su-17MK/Su-20 (Fitter C)

Exportní verze výše popsané, která se dostala do výzbroje Polska a Egypta.
- Su-17R/Su-20R (Fitter C)

Průzkumná verze s jedním centrálním trupovým závěsníkem pro průzkumné kontejnery. Přístrojové vybavení a ovládací prvky v kabině byly částečně změněny.
- Su-17M-2D (Fitter D)

Nesl značně vylepšené přístrojové vybavení. Radarový dálkoměr byl nahrazen laserovým Klem umístěným ve středovém kuželu a také přibyl dopplerovský měřič rychlosti a snosu DISS, umístěný v rozměrném krytu v přední části trupu. Předek byl prodloužen o 380 mm. Anténa identifikačního zařízení se přestěhovala za přední podvozkovou šachtu. Výroba byla zahájena v roce 1974.
- Su-17UM-2D/Su-22UM-2D (Fitter E)

První dvoumístná verze vyráběná na základě verze M-2D pro sovětské letectvo s motorem AL-21F a pro export s motorem R-29BS. Přídí trupu byla podobná verzi M-3. Instruktorův pilotní prostor je umístěn za původním. Kryt předního kokpitu nemá střední zpětné zrcátko, zadní má naopak zrcadlový periskop umožňující sledovat prostor před trupem. Svislá ocasní plocha je staršího nižšího typu. Levý kanón byl vypuštěn, ale stroj měl plnou schopnost bojového použití jako jednomístné verze.
- Su-17M-2K (Fitter F)

Jednalo se o exportní verzi Su-17M-2D. Přístrojové vybavení bylo redukováno s ohledem na zákazníka (např. byl odstraněn laserový dálkoměr). Největší změnou však byla nová pohonná jednotka. Tou se stala jednotka konstrukční kanceláře Tumanského s označením R-29B, pohánějící některé verze letadla MiG-23. Hlavní výhodou byla unifikace pohonných jednotek u menších letectev „třetího světa“, vybavovaných sovětskou technikou. Jejich stíhací letectvo bylo většinou tvořeno letadly MiG-23 a podobný motor podstatně zlevnil údržbu a provoz. Motory R-29B byly výrazně objemnější oproti motorům AL-21F, zadní část trupu byla tedy zvětšena. Změny se týkaly i ocasních ploch a vstupů chladicího vzduchu v zadní části trupu. Letadla této verze byly exportovány do Libye, Jemenu a Peru.
- Su-17UM-3/Su-22UM-3K (Fitter G)

Vychází z jednomístné verze M-3, tj. má zvýšenou svislou ocasní plochu a pomocnou plochu pod trupem, ale nemá palubní počítač. Instruktor má možnost simulovat některé závady a nestandardní situace pomocí speciálního panelu na základní desce. Na rozdíl od jednomístné verze M-3 nemá střední křídlový pylon.
- Su-17M-3/Su-22M-3 (Fitter H)

Tato verze vznikla radikální přestavbou verze Su-17M-2. Hlavní ideou bylo začlenění všech systémů přímo do draku, zvýšení zásob pohonných hmot a také zlepšení výhledu z kabiny. Proto byla nově vyvinuta přední část trupu. Osa trupu byla skloněna o 3° a vnitřní konstrukce přizpůsobena pro umístění všech modulů systému. DISS byl instalován do spodní části trupu před podvozkovou šachtu. Kabina procházela do mohutného aerodynamického zad obsahujícího hlavně moduly avioniky a nádrž paliva s centrálním plnicím otvorem. Zvětšila se plocha směrovky prodloužením její horní části. Pro zlepšení stability přispěla i pevná směrovka pod zádí trupu. Sedadlo bylo typu K-36M. Počet závěsníků zůstal nezměněn. Letadla pozdější série dostala ještě jeden menší pylon, umístěný na centrální části křídla mezi dvěma stávajícími a určen pouze pro nošení protiletadlových raket, buď R-60 na adaptéry APU-60, nebo pro starší rakety R-3S na adaptéry APU-13. Tím se uvolnily závěsníky pro vyšší hmotnosti na nošení ofenzivní výzbroje, nebo přídavných nádrží a současně byla zajištěna obrana letadla. Pro pasivní ochranu byly v zadní části trupu umístěny výmetnice klamných cílů ASO. Byla zachována možnost zástavby obou typů motorů. Verze s motorem R-29B nesly označení NATO Fitter J. Kromě země vzniku se tyto verze objevily v Maďarsku, Libyi, Angole, Peru, Jemenské lidově demokratické republice a Jemenské republice, Afghánistánu, Iráku, Sýrie a Uzbekistánu.
- Su-17M-4/Su-22M-4 (Fitter K)

Jedinou vnější změnou oproti verzi M-3 je tepelný výměník v přechodové části hřebene s charakteristickým vstupem a dvěma bočními výstupy. Podobné umístění vstupu vzduchu použila konstrukční kancelář také u svých dalších letadel Su-24 a Su-25. Množství výmetnic ASO se zvýšilo ze dvou na čtyři. Stroj byl upraven pro nižší rychlosti a nemá tedy nastavitelný vstupní kužel. Verze jako první obdržela palubní počítač, který je srdcem navigačního a zbraňového systému PrNK-54 a snižuje pilotovo zatížení během letu. Pod zadní část trupu je možné zavěsit pouzdro BA-58 obsahující aparaturu registrující činnost nepřátelských radiolokátorů a přinášející data do naváděcích systémů protiradiolokačných střel. Stroj má obvyklou sadu radionavigačních a rádiových přístrojů doplněnou o dopplerovský systém DISS-7. Nouzové opuštění letadla zajišťuje vystřelovací sedadlo K-36DM. Zlepšené vlastnosti takto upravené verze M-4 byly vykoupeny větší složitostí a tím zvýšeným nárokům na údržbu a předletovou přípravu. Od verze M-4 není známa žádná dvoumístná verze. Letectva s jednomístným verzemi Su-22M-4 používala na výcvik dvoumístné Su-22UM-3, přičemž docházelo k neobvyklé situaci, kdy dvoumístné stroje dosahovaly vyšší rychlosti než jednomístné (tomto případě je rozdíl M 2,1 ke M 1,7) díky regulovanému vstupnímu ústrojí. Tuto variantu do své výzbroje zařadila Angola, Bulharsko, Irák, Polsko, Sýrie, Vietnam a Ukrajina. Z výzbroje ruského frontového letectva byl z velké části vyřazen v roce 1994, omezenými počty pak disponovala Výcviková akademie vzdušných sil.
- Su-20 - exportní verze Su-17M1
- Su-22 - exportní verze Su-17M2

## Uživatelé

### Současní

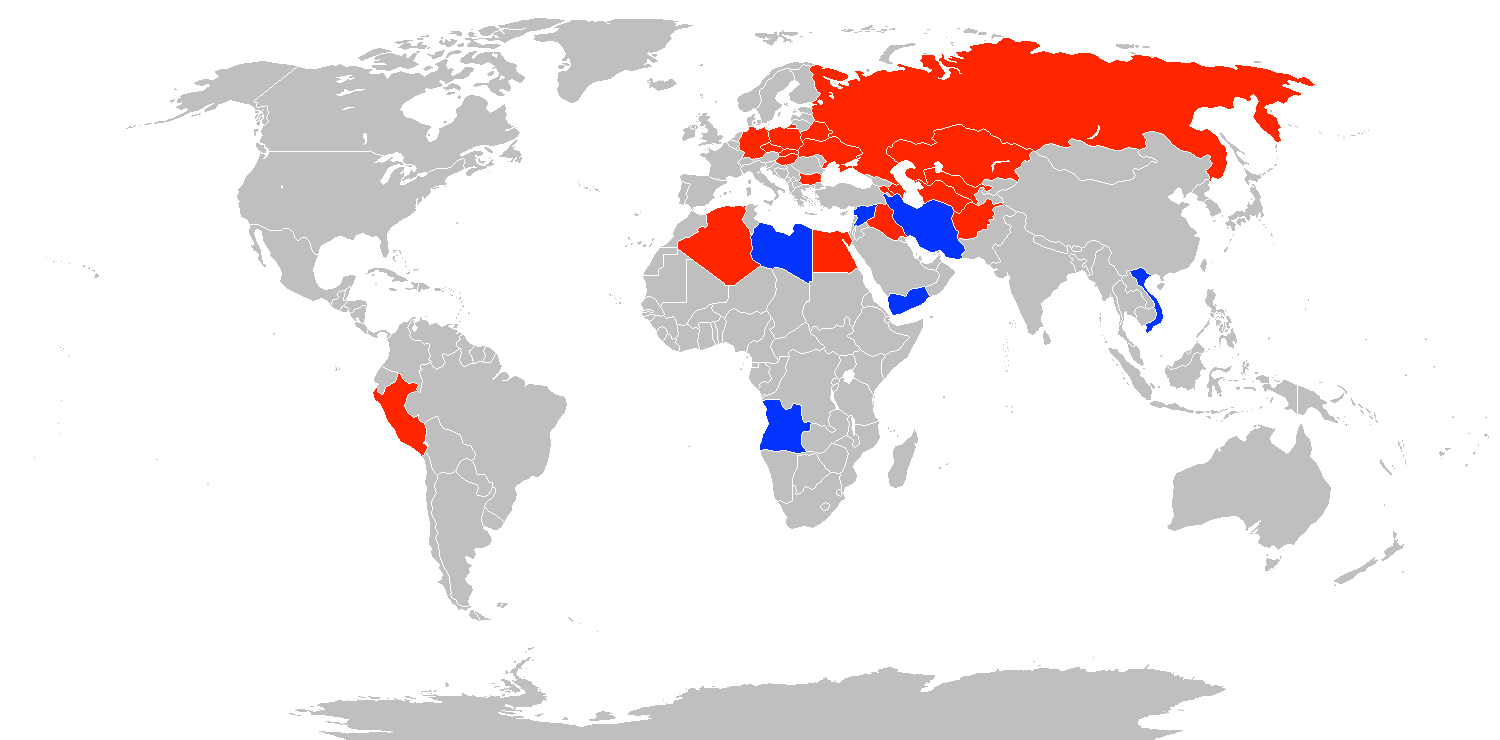
Současní Su-17/20/22 v modré barvě, v červené dřívější

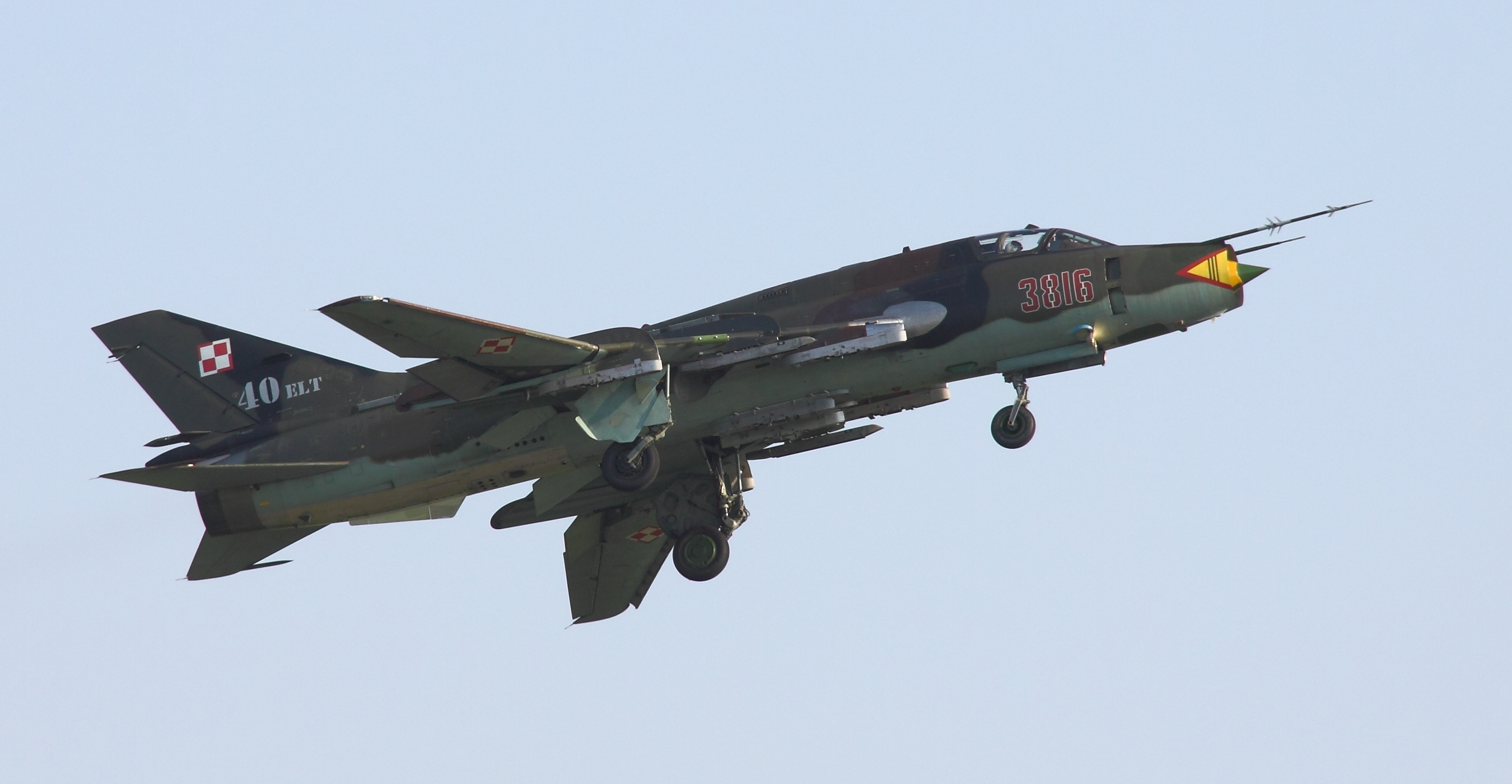
Polský Su-22M4

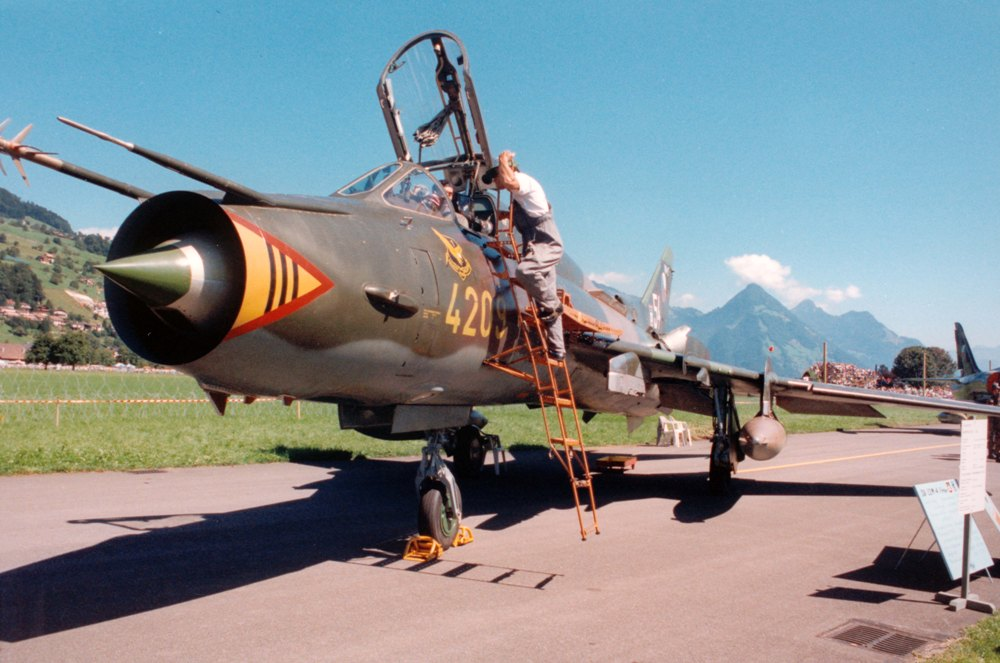
Český Su-22

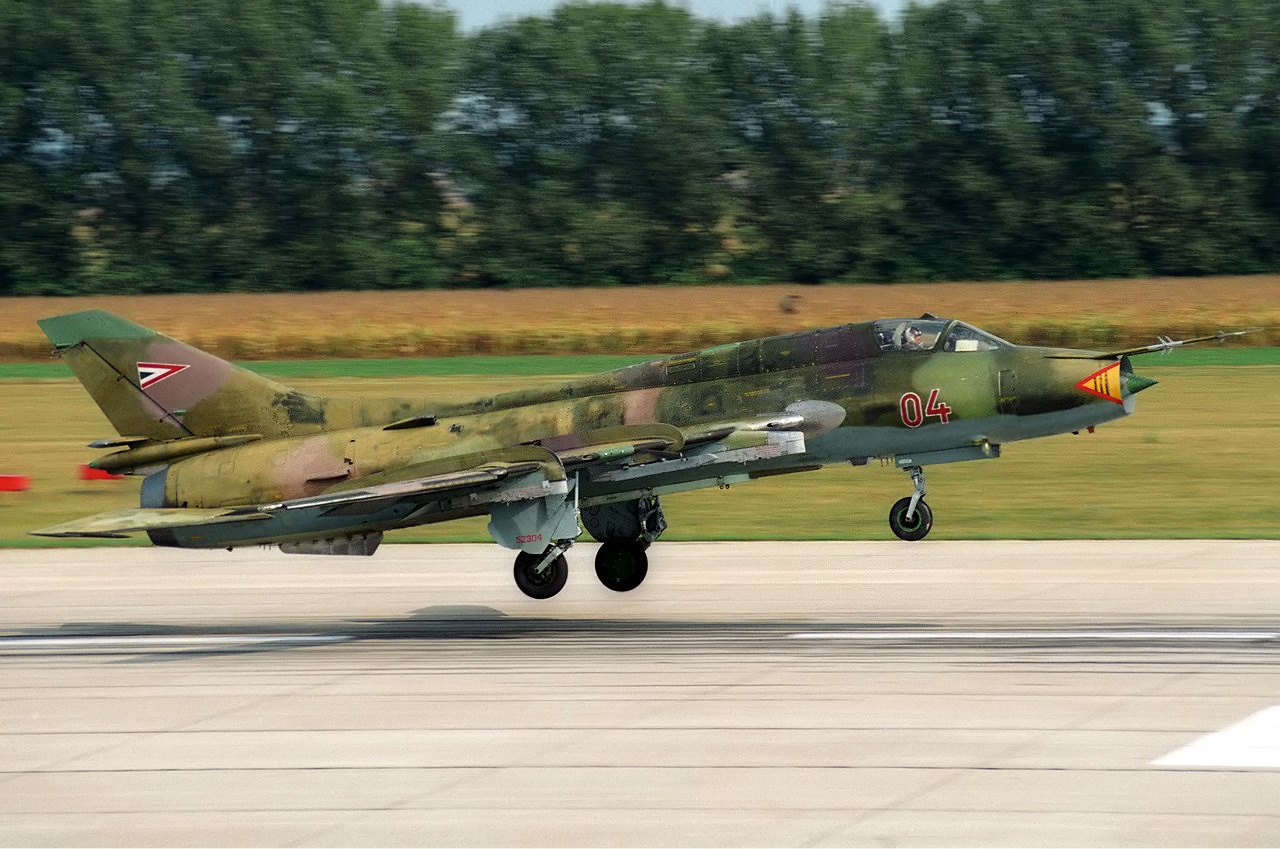
Maďarský Su-22M3

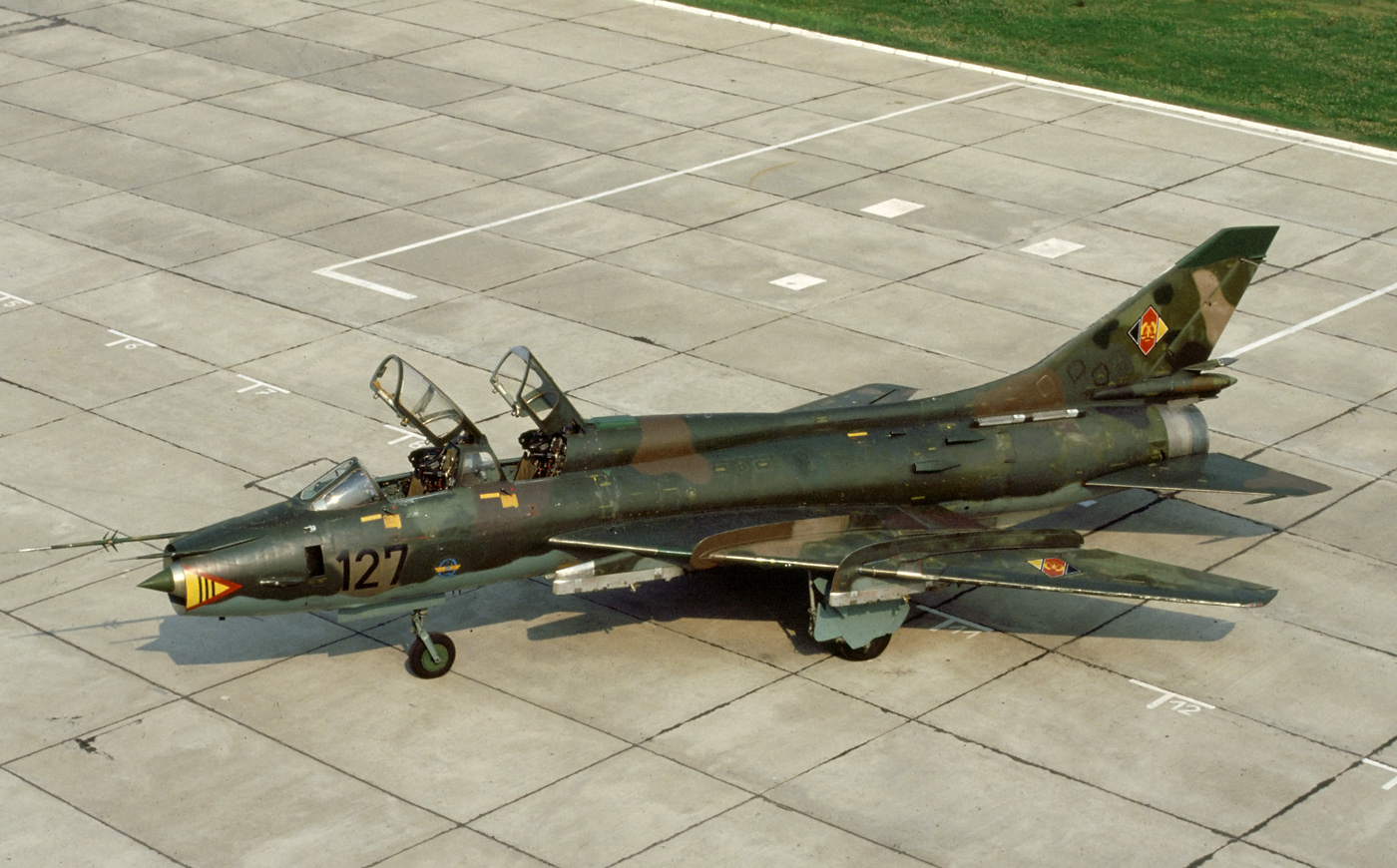
Východoněmecký Su-22M3U

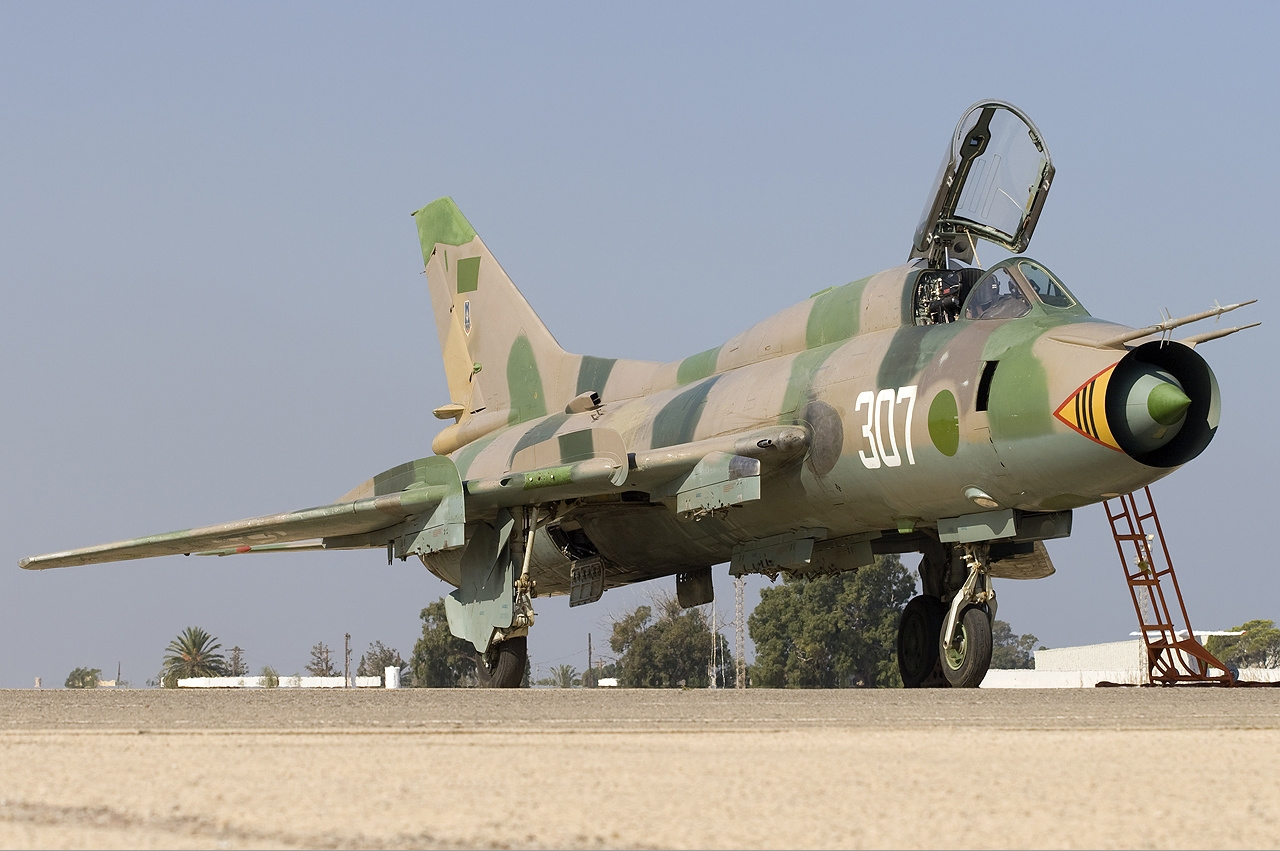
Libyjský Su-22M3

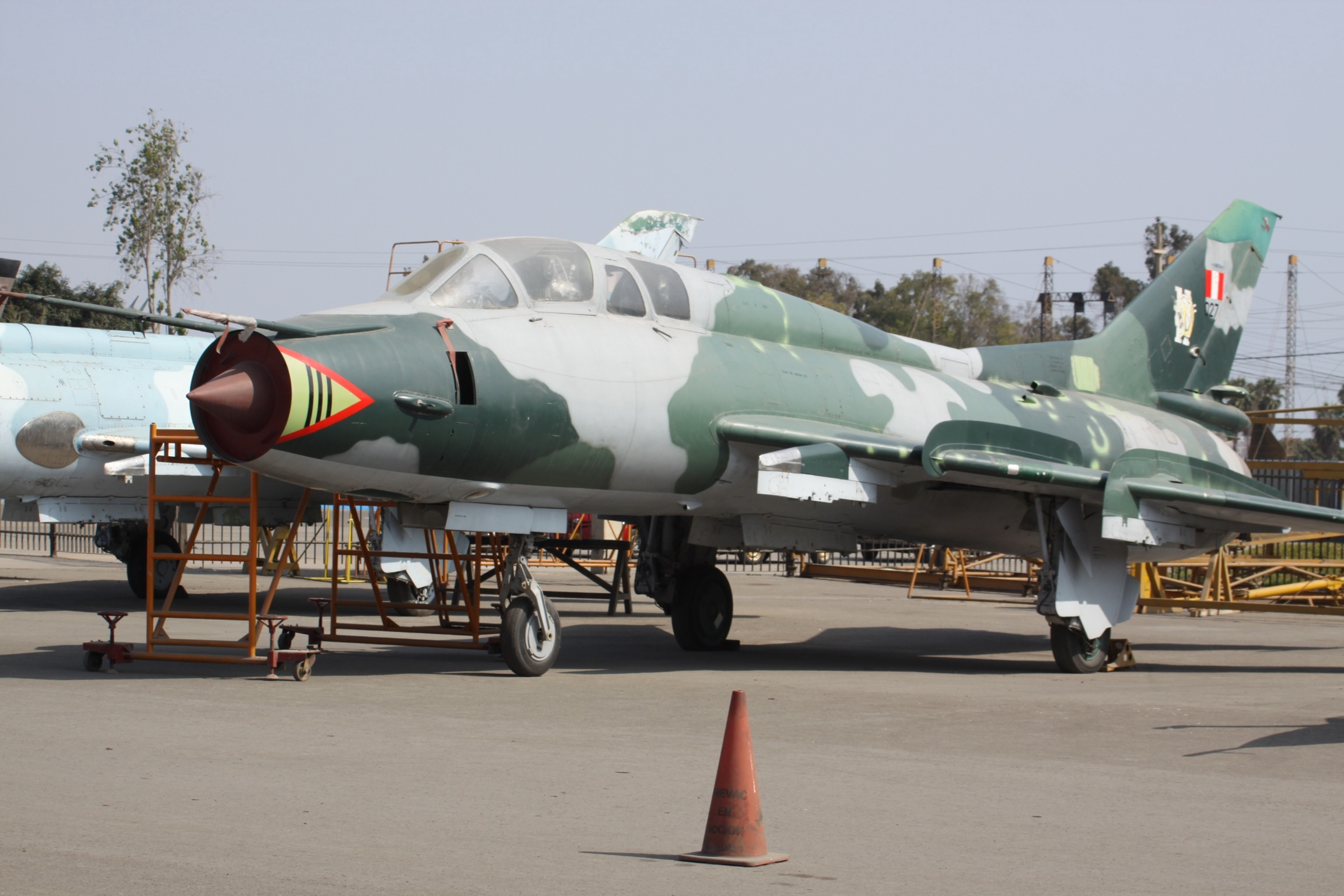
Peruánský Su-22

- Angola

Národní letecké síly Angoly v současnosti používají 14 ks Su-22
- Polsko

V polském letectvu z původního počtu 110 dodaných kusů stále slouží 12 Su-22M4 a 6 Su-22UM3K. Od roku 1974 do 90. let polské letectvo používalo i 27 letounů Su-20.
- Írán

Íránské letectvo z Iráku získalo v roce 1991 40 letounů Su-20/22s. Během několika let nebyly ve službě, ale v roce 2013 zahájil Írán revizní program. V březnu 2015 se objevily zprávy, že některé z íránských letounů Su-22 byly převedeny do syrského letectva, aby bojovaly v probíhající občanské válce. Írán v současné době vlastní 30 provozních Su-22. V červenci 2018 íránští vojenští technici úspěšně modernizovali 10 strojů Su-22, což jim umožnilo nést inteligentní munici a střelivo s velkou přesností palby, přenášet data z bezpilotních letounů a v blízké budoucnosti systém potřebný k nošení střel s plochou dráhou letu s dostřelem 1500 km.
- Libye

2 Su-22 ve službě.
- Sýrie

Ve službě syrského letectva 60 Su-22. Do občanské války zde sloužilo 28 ks Su-22. V červnu 2017 byl jeden z nich sestřelen americkou stíhačkou F/A-18E, když bombardoval arabsko-kurdské jednotky bojující proti Islámskému státu v Rakce.
- Vietnam

Letectvo Vietnamské lidové osvobozenecké armády disponuje cca 36 ks Su-22M-4.

### Bývalí
- Afghánistán

Afghánskému letectvu bylo od roku 1982 dodáno víc než 70 ks Su-22 včetně Su-22M-4 dodávaných od roku 1984.
- Ázerbájdžán
- Bělorusko

Běloruské letectvo zdědilo po sovětských vzdušných silách stroje Su-17, dnes všechny mimo službu.
- Bulharsko

Bulharské letectvo vlastnilo 18 Su-22M-4 a 5 Su-22UM. Dnes vyřazeny.
- Česko

Po rozdělení Československa zdědily Vzdušné síly Armády České republiky 31 Su-22M-4 a 5 Su-22UM-3K. Všechny byly roku 2002 vyřazeny.
- Československo

Všechny stroje Československého letectva (49 Su-22M-4, 8 Su-22UM-3K) byly v roce 1993 rozděleny mezi Českou a Slovenskou republiku.
- Východní Německo

Po znovusjednocení Německa byly všechny stroje Luftstreitkräfte der NVA vyřazeny.
Volksmarine používalo 8 strojů Su-22M-4K a dva Su-22UM-3K.
- Egypt

Egyptské vojenské letectvo používalo celkem 48 letounů Su-20/22. Všechny letouny byly vyřazeny a ve své roli nahrazeny stroji F-4 Phantom II a F-16 Fighting Falcon.
- Německo

Luftwaffe zdědila jistý počet letounů Su-22 z NDR, které sice v Luftwaffe nesloužily, ale některé z nich byly natřeny do barev Luftwaffe s cílem testovat a hodnotit. Všechny tyto stroje byly vyřazeny z provozu.
Marineflieger, letecká složka Deutsche Marine, zdědila východoněmecké stroje od Volksmarine.
- Maďarsko

V Maďarských vzdušných silách sloužilo 12 Su-22M-3 a 3 Su-22UM-3 od roku 1983. Dvě dvousedadlové verze a jedna jednosedadlová byly zničeny při havárii. Ostatní stroje byly vyřazeny v roce 1997.
- Irák

Irácké letectvo ztratilo během invaze Spojených států do Iráku v roce 2003 všechny používané letouny Su-22.
- Kazachstán

Po rozpadu SSSR získal několik Su-17, které ale nikdy nenasadil do služby.
- Velká libyjská arabská lidová socialistická džamáhíríje

Libyjské letectvo používalo přibližně 90 letadel Su-22 (okolo 40 strojů Su-22M-3 a Su-22UM-3K začátkem roku 2011 kdy začalo povstání). Během povstání nasadil Kaddáfího režim tyto stroje do boje proti povstalcům.
- Jemen

V jemenském letectvu do vojenské intervence sloužilo přibližně 23 ks Su-22. Mnoho z nich bylo zničeno na zemi.
- Peru

Peru vlastnilo 24 Su-22M, 24 Su-22M-3, a 5 Su-22UM-3.
- Rusko

Vojenské vzdušné síly Ruské federace zdědily po rozpadu SSSR letadla Su-17, které však později stáhly z provozu.
Ruské námořní letectvo
- Slovensko

Po rozdělení Československa v roce 1993 Vzdušné síly Slovenské republiky zdědily 18 Su-22M-4 a 3 Su-22UM-3K. V roce 1999 prodalo 6 Su-22M-4 a v roce 2001 4 Su-22M-4 a 1 Su-22UM-3K do Angoly. Ostatní stroje byly vyřazeny a jsou umístěny v muzeích a ve výcvikových centrech.
- Sovětský svaz
- Turkmenistán

Turkmenské vzdušné síly zdědily po rozpadu SSSR letouny Su-17, které však nikdy neuvedly do provozu.
- Ukrajina

Ukrajinské letectvo po zániku SSSR zdědilo 40 Su-17. Všechny jsou dnes vyřazeny, část byla odprodána.
- Uzbekistán

Uzbecké vzdušné síly a protivzdušná obrana zdědily po rozpadu SSSR letouny Su-17. Všechny stroje jsou vyřazeny a odstaveny.

## Specifikace (Su-17M4)

### Technické údaje
- Osádka: 1
- Rozpětí:
  - maximální – rozložené (30°): 13,68 m
  - minimální – složené (63°): 10,02 m
- Délka: 19,2 m
- Výška: 5,12 m
- Nosná plocha:
  - rozložené: 38,5 m²
  - složené: 34,5 m²
- Hmotnost prázdného stroje: 12 160 kg
- Vzletová hmotnost: 16 400 kg
- Maximální vzletová hmotnost: 19 430 kg
- Pohonná jednotka: 1× proudový motor Ljulka AL-21 s příd. spalováním, o tahu 76,4 kN (109,8 kN s příd. spal.)
- Zásoba paliva: 3 770 kg

### Výkony
- Maximální rychlost:
  - Na úrovni mořské hladiny: 1 400 km/h
  - V letové hladině: 1 860 km/h
- Dolet:
  - Bojový: 1 150 km (620 nm, 715 mi)
  - Přeletový: 2 300 km (1,240 nmi, 1,430 mi)
- Dostup: 14 200 m
- Počáteční stoupavost: 230 m/s
- Plošné zatížení: 443 kg/m²
- Poměr tah/hmotnost: 0,68
- Životnost draku: 2 000 letových hodin, 20 let

### Výzbroj
- 2 × kanón NR-30 ráže 30 mm
- Dva závěsníky pod křídly pro řízené střely vzduch-vzduch Vympel R-60 (AA-8 'Aphid')
- Až 4 000 kg na deseti závěsnících (tři na pevné části pod každým křídlem, čtyři na bocích trupu), včetně pum pro volný pád, raketometů, kazetových pum, kanónů SPPU-22-01, ECM, napalmu a jaderných zbraní. Letoun může nést i řízené střely Ch-23 (AS-7 'Kerry'), Ch-25 (AS-10 'Karen'), Ch-29 (AS-14 'Kedge') a Ch-58 (AS-11 'Kilter'), stejně i elektro-optické a laserem naváděné pumy.